# Histoire de l'USM Alger
Pour un article plus général, voir Union sportive de la médina d'Alger.
L'histoire du club de football de l'Union sportive de la médina d'Alger commence en 1937, le club porte le nom d'Union Sportive Musulmane d'Alger, couramment abrégé en USM Alger ou USMA. Il dispute son premier match de compétition en 1937, lorsqu'il entre dans la troisième division de la Ligue d'Alger, au cours de la saison 1937-1938. Le club est rebaptisé Union sportive de la médina d'Alger en 1989.

## Histoire de l'Union Sportive Musulmane Algéroise (1937-1962)

### Avant la création
À la fin du XIXe siècle et au début du XXe, le football commença à se développer et à se répandre à l’échelle mondiale. La première fédération internationale de football (la FIFA) fut fondée à Paris en 1904, suivie par la création de plusieurs instances régionales en Europe. Son influence atteignit rapidement les pays du Maghreb : l’Algérie, la Tunisie et le Maroc. En Algérie, le football fut introduit pour la première fois par les associations européennes coloniales, qui créèrent des clubs tels que le Club des Joyeusetés en 1894, le Club de la Chapelle Blanche en 1904, l’Association Sportive de Blida en 1905, le C.S.C. Philippeville en 1910, et l’Association Gymnastique de la Vieille Garde Algérienne fondée en 1917, parmi d'autres clubs exclusivement gérés par des Européens.
La jeunesse musulmane était interdite de pratiquer le football, qui restait l’apanage d’une petite élite composée de colons européens et d’administrateurs coloniaux. Cependant, un groupe restreint de jeunes Algériens tenta de créer des clubs qui leur permettraient de jouer au football de manière organisée. Leur objectif n’était pas seulement récréatif, mais aussi social et politique : affirmer leur identité et résister à l’exclusion coloniale. Malgré les restrictions, plusieurs clubs dirigés par des musulmans virent le jour, portés par une orientation réformiste et nationaliste : le Mouloudia Club Algérois en 1921, le Club sportif constantinois en 1926, l’Union Sportive Musulmane Oranaise en 1926, l’Union Sportive Musulmane de Sétif en 1933, l’Union Sportive Musulmane Blidéenne en 1936
À peine les quatre premières décennies du siècle écoulées, le nombre de clubs algériens à caractère national et islamique avait déjà considérablement augmenté dans tout le pays. Ce nombre continua de croître régulièrement jusqu’au milieu des années 1950, période à laquelle toutes les activités sportives furent suspendues sur ordre de la Révolution de Libération.
Ces premiers clubs étaient bien plus que de simples institutions sportives. Ils constituaient des plateformes d’éveil national, de résistance culturelle et de réforme sociale. Leurs joueurs et membres provenaient souvent de milieux réformistes des élèves d’écoles coraniques et des disciples des mouvements islamiques de réforme. Ces clubs étaient profondément enracinés dans l’identité islamique et la cause nationale de l’Algérie, incarnant une fusion unique entre sport et conscience politique
Sous le régime colonial, le football était organisé par la Fédération Française de Football Association (F.F.F.A.), qui imposait des règles strictes et excluantes. Pourtant, dès le milieu des années 1930, plusieurs clubs algériens étaient devenus suffisamment solides pour participer à cinq ligues régionales (Alger, Oran, Constantine, Tunisie et France), menant à des finales nationales à Alger. Les clubs étaient ensuite répartis sous la tutelle de la Fédération sportive et gymnique du travail (F.S.G.T.), qui les classait selon les critères coloniaux

### Les premières années

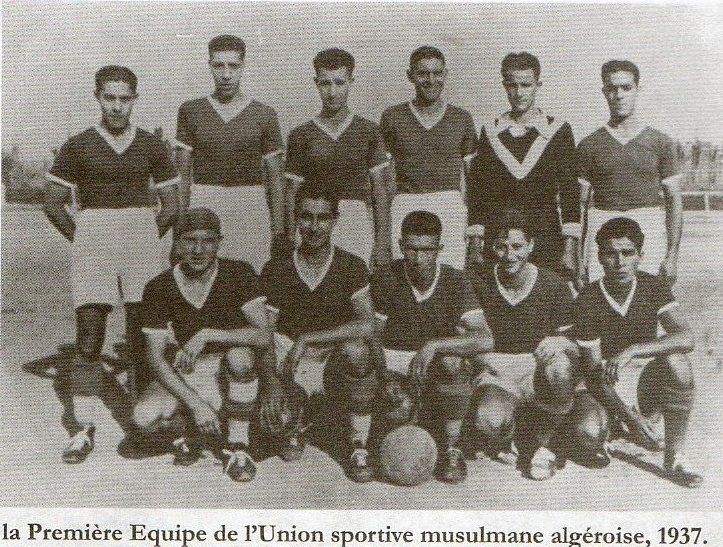
La première équipe de l'USM Alger en 1937 avec (de gauche à droite)
Debout : Hamid Bahri - Mohamed Hamdi - Youssef Choudar - Benhora - Franck (GB) - Driss.
Accroupis : Smain - Mokrane - Nasri - Ortula - Houari.

En juillet 1935, Omar Aichoun et Mustapha Kaoui, tous deux commerçants de sacs en jute, décidèrent de créer une association sportive exclusivement musulmane, dans laquelle aucun Européen ne figurerait. À cette époque, le Mouvement National, dirigé par l'Étoile nord-africaine d'émir Khaled, petit-fils de l'émir Abdelkader, s’essoufflait, tandis que la création du PPA (Parti du Peuple Algérien), père spirituel du FLN, était en préparation. Aichoun et Kaoui rejoignirent cette effervescence populaire. Ils fréquentaient les militants du mouvement national, nombreux dans le quartier de la Casbah, et entendaient parler de la nécessité de créer des clubs sportifs, considérés comme le cadre idéal pour rassembler la jeunesse algérienne. Le mouvement national, de plus en plus aguerri, encourageait la création d’associations sportives.
En 1935, ces deux hommes déterminés intensifièrent leurs contacts, avec le soutien d’Arezki Meddad, père de la future martyre Ourida Meddad. Leur choix pour diriger cette future association se porta sur Ali Lahmar, dit Ali Zaid, futur martyr de la guerre de Libération, ainsi que sur Sid Ahmed Kemmat. Ces hommes formèrent le tout premier comité exécutif de l’USM Alger, avec Ali Zaid comme président. La présidence d’honneur fut confiée à Omar Aichoun et Arezki Meddad.
En plus de leur engagement sportif et nationaliste, Omar Aichoun et Mustapha Kaoui étaient membres actifs du Nadi Ettaraki (Cercle du Progrès), une association créée sous la loi française de 1901 sur les associations. Son siège se trouvait au 9, place du Gouvernement à Alger (aujourd’hui place des Martyrs). Le Cercle était étroitement lié au mouvement réformiste islamique (El Islah), dirigé par le cheikh Tayeb El Okbi. Il est à noter que son fils, Djamel El Okbi, deviendra plus tard gardien de but à l’USM Alger.
Craignant que la pratique sportive ne soit en contradiction avec les principes de l’islam, les fondateurs consultèrent le cheikh Tayeb El Okbi, qui non seulement les rassura, mais bénit également la création du club et leur offrit son plein soutien. Pour accomplir les formalités administratives et obtenir l’agrément des autorités coloniales, les fondateurs s’adressèrent au secrétaire général du Mouloudia Club d’Alger, qui leur remit généreusement une copie des statuts du club pour leur servir de modèle.
À cette époque, la jeunesse algérienne était privée de la liberté de pratiquer le football ou tout autre sport selon ses préférences. Les occasions de s’entraîner étaient rares, les terrains vagues étaient les seuls espaces d’expression. Personne ne semblait vouloir prendre la responsabilité d’ouvrir des perspectives aux jeunes. La seule wilaya d’Alger ne pouvait répondre à la demande du grand nombre de jeunes avides d’activités sportives. Des figures bien connues du sport comme Ahmed Kemmat, Ali Zaid et Arezki Meddad achetaient souvent eux-mêmes des ballons et du matériel pour permettre à ces jeunes de continuer à pratiquer leur passion sans interruption. Comme le raconte M. Ahmed Kemmat :

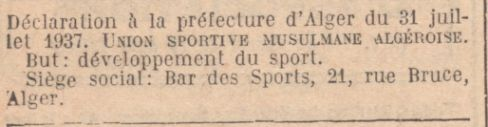
Union sportive musulmane algéroise

En 1937, Alger ne comptait que le Mouloudia, ou plutôt, la Casbah ne comptait que le Mouloudia. Le reste d’Alger appartenait à des clubs comme le Red Star, l’AS Saint Eugène, le RU Alger, l’Union Sportive d’Alger, et d'autres, majoritairement composés de colons français. Rue Salluste, derrière l’église Saint-Vincent-de-Paul (aujourd’hui Mosquée Ketchaoua), les jeunes du quartier erraient, désœuvrés par l’inactivité forcée. Les rues de la Casbah n’étaient pas encore bouclées par des barbelés : on pouvait y entrer, en sortir, jouer Et peut-être était-ce l’apparition d’un homme comme Kemmat, avec sa proposition de créer un autre club musulman à Alger, un club porteur de valeurs, qui ouvrit la voie à l’engagement futur dans la lutte.
Dans une interview accordée à la revue AFRIC Sports, numéro 18 (juin–juillet 1987), Ahmed Kemmat évoqua sa foi profonde en cette cause. En tant que l’un des fondateurs de l’USM Alger, il raconta la naissance de l’idée, apparue vers 1937, et comment elle s’était progressivement concrétisée, partant de la rue Salluste vers d’autres quartiers.

« Il y avait une équipe de quartier, le club sportif de la rue Salluste, qui nous impressionnait. Nous étions Lahmar, dit Ali Zaid, Zemmouri Ali, Slimani Ali, Bennour Saïd, Meddad Arezki et moi-même un groupe d’amis du quartier vivant les temps difficiles de la colonisation. Nous discutions souvent de tout, de la vie en général, et peu à peu, nous avons été attirés par le sport. L’exemple des clubs musulmans de l’époque nous inspirait, notamment l’Union Sportive Musulmane Oranaise, fondée en 1928, surtout pour son nom. Nous avions un désir ardent de faire quelque chose de semblable, et ce désir grandissait chaque fois que le sujet revenait dans nos discussions.
Je connaissais tous les rouages d’une telle démarche. Mes contacts fréquents avec Mouloud Djazouli, dirigeant actif du Mouloudia Club Algérois, m’avaient beaucoup appris. Je me suis aussitôt mis au travail. Il fallait rédiger les statuts et déposer une demande auprès de la préfecture. Aussitôt dit, aussitôt fait : le dossier fut soumis et enregistré sous le numéro 1687, si ma mémoire est bonne ! Le seul point qui posait problème à l’administration coloniale était le mot « musulman » il était mal vu. Nous avons débattu, échangé des arguments des deux côtés, et finalement, l’autorisation fut accordée. Le 5 juillet 1937, le club fut officiellement créé : l’USMA était née.
Son siège se trouvait rue du Divan. Le premier conseil d’administration comprenait les noms déjà cités, auxquels vinrent s’ajouter plus tard Amrani Abdelkader, Hammaz Omar, Zennagui Mohamed, Lakhal Omar, Basta Mohamed Ouali et Cherifi Ali. Le premier président fut Meddad Arezki, le propriétaire du café du quartier. Quand on lui annonça la nouvelle, cher Arezki, il était aux anges !. »

### La naissance de l'USM Alger: entre mémoire orale et archives officielles
Malgré les divergences concernant l'identité du premier président de l'USM Alger, le document officiel daté du 5 juillet 1937, adressé à la préfecture d'Alger, confirme clairement qu'Ali Zaid, qui deviendra plus tard martyr de la guerre d'indépendance algérienne, fut le premier président officiel et administratif du club. Ce même document indique qu'Arezki Meddad occupait le rôle de président d'honneur, ce qui suggère une influence symbolique et sociale sans fonction administrative formelle. Cependant, des sources de presse, en particulier le journal Alger républicain dans son édition du 20 juin 1963, affirment que le club fut fondé grâce aux efforts d'Arezki Meddad (frère de Saïd Meddad, un futur président), du martyr Ali Zaid, et de l'ancien joueur Mohamed Hamdi. Cette version repose largement sur des témoignages oraux d’anciens membres du club et fut rédigée près de 29 ans après la fondation du club, reflétant ainsi l’influence de la mémoire post-indépendance et la construction d’un récit national. À la lumière de ces éléments, il apparaît clairement que la fondation du club s’est déroulée en deux phases distinctes.
Une phase officieuse et populaire, entamée au début de l’année 1937, menée principalement par Arezki Meddad, dont le café situé rue Salluste (Casbah d'Alger) servait de quartier général informel pour les réunions fondatrices. Et une phase formelle, juridiquement reconnue, initiée avec l’enregistrement officiel du club auprès des autorités coloniales en juillet 1937, sous la présidence d’Ali Zaid, conformément aux exigences légales françaises en vigueur pour les associations. La plupart des membres fondateurs et premiers militants du club étaient de jeunes hommes de la Casbah, âgés entre 16 et 20 ans. Leur unité reposait sur des convictions sociales et politiques partagées, ainsi que sur le désir collectif de créer un club sportif algérien musulman, reflet de leur identité et en résistance face à la domination des institutions sportives coloniales.
Bien que l’USMA fasse partie des clubs fondés en Algérie, il ne fut pas le premier à avoir été créé dans le pays. Plusieurs clubs sportifs à orientation musulmane ou mixtes musulmans-européens l’avaient précédé durant l’ère coloniale, notamment : Union Sportive d'Alger (USA), fondée en 1919 par un groupe d’Algériens et de colons français, dont le siège était situé rue du Soudan à Alger ; Union Athlétique (UA), fondée en 1921 par des Algériens musulmans et des Européens, et basée près de la pente Valièze (Pente Valièze), à Alger ; Union Sportive Musulmane (USM), créée en 1927 exclusivement par des Algériens musulmans, avec son siège près de la rue de Lyon, à Alger.
En dépit des similitudes dans les appellations Union, Sportive, Musulmane il n’existe aucune preuve concluante d’un lien organisationnel, juridique ou historique direct entre ces anciens clubs et l’USMA, fondée officiellement en juillet 1937. L’USMA semble avoir été fondée de manière indépendante, bien qu’inspirée par l’esprit nationaliste et social commun à ces clubs antérieurs. Cette question a été abordée dans un article publié dans le magazine Algérie Actualité (édition du 13 au 19 juin 1971), sous le titre : « L'Union Sportive Musulmane : pour éveiller l’esprit national ». L’article mettait en lumière le fait que, si les similitudes dans les noms étaient fréquentes durant la période coloniale en partie pour exprimer une identité musulmane dans un environnement juridique restreint, l’USMA avait bel et bien sa propre genèse, portée par un groupe de jeunes de la Casbah en 1937, notamment Ali Zaid, Arezki Meddad et d’autres, sans lien confirmé avec les organisations plus anciennes.

### Couleurs des clubs: de la variété au symbolisme national
Lors de sa fondation, les créateurs de l'USM Alger ont choisi le rouge bordeaux clair (rouge violacé) et le noir comme couleurs officielles du club. Ce choix stylistique était en accord avec les tendances observées dans plusieurs clubs de football de l’époque, symbolisant à la fois l’élégance et la force. Cependant, en raison des réalités complexes de l’Algérie coloniale marquée par la répression politique, la rareté des matériaux et les restrictions administratives l’USMA ne jouait pas toujours avec ses couleurs d’origine. À différentes périodes, l’équipe a adopté des tenues alternatives selon les disponibilités et les circonstances.
Parmi ces variations, on retrouve : le rouge et blanc, le rouge et noir, le rouge uni, ou d'autres combinaisons temporaires. Ces choix n’étaient pas idéologiques, mais dictés par des considérations pratiques, liées au manque de moyens et aux difficultés financières que rencontraient les clubs musulmans sous le régime colonial. Un tournant majeur dans l’identité visuelle du club a eu lieu à la suite des manifestations du 1er mai 1945 à Alger, en particulier dans les quartiers de Soustara et de la Basse Casbah, où plusieurs membres de la communauté de l'USMA ont perdu la vie. Ces événements faisaient partie d’un mouvement plus large de résistance nationale et ont précédé les massacres du 8 mai 1945, au cours desquels des dizaines de milliers d’Algériens furent tués à travers le pays.
En hommage aux martyrs issus de sa propre communauté et de tout le pays, l'USM Alger a pris la décision consciente de renforcer son identité visuelle. Dès lors, le club adopta officiellement : le rouge, symbole du sang versé et du sacrifice, et le noir, représentant le deuil et la résistance. Ensemble, le rouge et le noir dépassaient le simple cadre esthétique : ils devinrent une déclaration de dignité nationale, de mémoire et de lutte. Ces couleurs incarnent depuis l’âme du club et demeurent un puissant symbole pour les joueurs comme pour les supporters.

#### Saison 1937-1938
L’émergence de l’Union Sportive Musulmane Algéroise sur la scène footballistique fut comparable à un coup de tonnerre : le club se fit rapidement un nom grâce à l’arrivée d’un grand nombre de joueurs algériens, notamment issus d’autres clubs, en particulier de formations européennes actives en Algérie à l’époque. Cependant, cette ascension rapide rencontra une opposition de la part des autorités de la ligue coloniale de football, qui refusèrent d’accorder à ces nouveaux joueurs la licence A, indispensable pour participer aux matchs officiels. À la place, on ne leur attribua qu’une licence B, les limitant à des matchs amicaux. Cet obstacle administratif retarda l’intégration officielle du club en Troisième Division jusqu’à la saison suivante, conformément aux règlements en vigueur.
En attendant la régularisation de son statut légal et sportif, l’équipe disputa sa première saison dans une compétition expérimentale organisée par l’Association Sportive Ouvrière, qui gérait des ligues alternatives destinées aux clubs à caractère national ou populaire. Durant cette période, le club joua donc sa première saison compétitive de football dans ce que l’on appelait le Championnat d’Alger de la F.S.G.T., également connu sous le nom de Championnat du Comité Directeur à Alger. Cette compétition, placée sous l’autorité de la direction de la ligue coloniale d’Alger, équivalait en pratique à une Quatrième Division.
Au cours de cette saison, l’USM Alger fut placée dans un groupe comprenant les équipes suivantes : JSL Belfort, JS Blida, U Saloumbier FM, JSO Hussein Dey, CP Harrach, PS Orléanvilles et JSO Maison Carrée. Conformément au règlement de la compétition, chaque club devait participer avec deux équipes : une équipe première et une équipe réserve, les deux devant disputer leurs rencontres le même jour. Lors de cette saison inaugurale, l’USM Alger disputait ses matchs à domicile soit au stade de Bainem, soit au stade de Belfort, selon les disponibilités et les considérations logistiques. Le premier match officiel eut lieu le 17 octobre 1937 contre la JSO Hussein Dey et se solda par un match nul.
Grâce aux bonnes performances de l’équipe dans ce championnat expérimental avec une deuxième place à la clé et un total de points jugé respectable et en raison des réformes structurelles mises en place par la Ligue d’Alger de football et la Fédération Française de Football Amateur (FFFA), qui élargissaient le nombre d’équipes à travers les différents niveaux de compétition, l’USM Alger obtint une promotion méritée en Troisième Division la saison suivante.
L’USM Alger fut également autorisée à participer à cette compétition en s’acquittant de cotisations symboliques pour les tournois de coupe suivants : la Coupe de la F.S.G.T., la Coupe SAFRAN (réservée aux entreprises), et la Coupe SENDRA (destinée au groupe des réserves B). Ce groupe pouvait également prendre part aux compétitions regroupant des équipes issues des championnats corporatifs et institutionnels affiliés à l’« Algérie Ouvrière ». L’ensemble de ces compétitions était considéré comme des coupes locales, organisées sous l’égide d’équipes corporatives, avec un droit de participation fixé à 10 francs.

#### Saison 1938-1939
Suite aux bonnes performances réalisées la saison précédente, l’USM Alger a officiellement intégré la compétition dans le Groupe B du Championnat de Troisième Division de la Ligue d’Alger. L’équipe a abordé ce nouveau défi avec un moral élevé et une grande détermination à poursuivre son ascension dans le football algérien. Le Groupe B était composé des six équipes suivantes : SC Miliana, RC Koléa, ECS Cherchell, ALB Olympique, JS Rovigo et USM Alger.
En préparation du championnat à venir, plusieurs réunions ont été organisées par le conseil d’administration du club et la commission de football. Ces rencontres avaient pour but de renouveler les structures de gestion et de corriger les lacunes constatées lors de la saison précédente. Des séances ont également été tenues avec les nouveaux joueurs ainsi que les anciens, pour signer les licences annuelles et planifier les préparations physiques et techniques nécessaires. Une série de matchs amicaux a aussi été programmée dans le cadre de la préparation d’avant saison.
À la fin de la saison, l’USM Alger a terminé à la deuxième place avec un total de 24 points en 10 journées. Ces bons résultats ont permis au club de se qualifier pour les barrages d’accession, organisés pour désigner le champion général de la Troisième Division (toutes poules confondues) et décider des montées au niveau supérieur. Dans ce cadre, l’USM Alger a affronté successivement les équipes suivantes : ECS Cherchell, Bouira AC et Club d’Alger. L’USMA a réalisé d’excellentes performances en barrage : victoire contre ECS Cherchell, succès face à Bouira AC, et match nul contre le Club d’Alger. Grâce à ces résultats, le club a terminé vice-champion de la Troisième Division de la Ligue d’Alger, ce qui lui a officiellement ouvert les portes de la Deuxième Division une avancée majeure dans son parcours sportif.
Il convient de signaler que la rencontre contre ECS Cherchell, initialement programmée au Stade de Blida, a été marquée par des incidents révélateurs des intentions hostiles des autorités coloniales envers le club. Le match a été annulé une première fois, malgré la présence des deux équipes, sur décision du commissaire du match. Ce dernier a invoqué un règlement issu de la législation coloniale française, affirmant que l’USM Alger ne comptait pas trois joueurs européens comme l'exigeait prétendument la réglementation. À la suite d’une plainte officielle déposée par l’USMA et de l’examen du rapport du commissaire, la ligue a été contrainte de reporter la rencontre, qui fut reprogrammée à plusieurs reprises avant d’être finalement disputée à Alger, au stade Le Bon.

### période de la Seconde Guerre mondiale
Toutes les compétitions étaient censées commencer normalement, et l’USM Alger devait entamer un nouveau chapitre en participant au championnat de Deuxième Division. Tout le monde attendait le calendrier de la ligue, qui était sur le point d’être publié ou l’avait déjà été. Cependant, les choses ne se déroulèrent pas comme prévu, car la Seconde Guerre mondiale éclata un événement qui eut un impact profondément négatif sur tous les secteurs, en particulier sur la gestion des clubs et des équipes. Cela s’expliquait principalement par la pénurie de ressources humaines : la situation des équipes devint instable à la suite de la déclaration de mobilisation générale par le gouvernement colonial et l’enrôlement massif des jeunes, y compris des joueurs de plusieurs clubs participant à la Ligue d’Alger et à d’autres ligues régionales. 
En conséquence, le championnat des seniors en particulier, et les autres compétitions en général, furent complètement paralysés. Ces compétitions débutaient habituellement avant la mi-septembre, mais jusqu’au 29 septembre 1939, seules quelques tournées ou tournois amicaux furent organisés, principalement pour encourager l’effort de conscription en cours. Ces manifestations furent essentiellement disputées entre les équipes de la Division d’Honneur et les catégories de jeunes jusqu’au niveau intermédiaire. Avec le déclenchement de la Seconde Guerre mondiale, les conditions devinrent encore plus difficiles qu’auparavant. Les compétitions officielles furent suspendues et remplacées par un championnat symbolique ou fictif, dans lequel l’USM Alger se retrouva confronté à des équipes de très haut niveau.

#### Saison 1939-1940
Au cours des mois de septembre et octobre, la Ligue d’Alger (L.A.F.A.) a tenu plusieurs séances, réunions et discussions avec les représentants des clubs afin d’évaluer la possibilité de poursuivre les compétitions, d’envisager des réformes organisationnelles adaptées à la nouvelle situation et de trouver des solutions appropriées, y compris l’adoption de nouveaux règlements. Il fut décidé de maintenir l’activité footballistique sous la forme d’un championnat transitoire unifié, baptisé Championnat de guerre de la Ligue d’Alger. Cette compétition réunirait des équipes issues des trois divisions. Division d’Honneur, Première Division et Deuxième Division ayant exprimé et confirmé leur volonté d’y participer.
Au 6 octobre 1939, seuls 42 clubs avaient confirmé leur participation aux compétitions de football (seniors, juniors et catégories de jeunes). Conformément aux décisions de la ligue, l’USM Alger annonça sa volonté de continuer à participer aux compétitions de niveaux juniors et jeunes le 22 septembre 1939, et soumit une demande pour prendre part au championnat seniors au début du mois d’octobre. Un comité spécial fut également créé au sein de la ligue pour rédiger des règlements exceptionnels destinés à organiser et superviser ce championnat transitoire. Les équipes participantes furent divisées en trois groupes, dont les vainqueurs disputeraient des matchs de barrage (rencontres de barrage) pour désigner le champion de la Ligue d’Alger. Le tirage au sort plaça l’USM Alger dans le groupe A, composé de sept équipes : RU Alger, AS Saint Eugène, Olympique de Tizi Ouzou, Olympique de Rouïba, RS Alger, US Alger et USM Alger.
D’après les comptes rendus des matchs et les commentaires de la presse sportive de l’époque, l’USM Alger jouait ses matchs à domicile au Stade Le Bon, et portait soit un maillot violet et noir, soit un maillot rouge et blanc, selon les journalistes sportifs ayant couvert la saison dans diverses pages sportives. Les joueurs les plus remarqués furent le gardien Abderrahman Ibrir, également sélectionné dans l’équipe de la ville d’Alger et qui devint professionnel au Toulouse FC en France, ainsi que le brillant Mohamed Hamdi, dont le nom était souvent scandé par les supporters, et l’excellent Mokrane Karassane. L’USM Alger aborda le championnat d’Alger avec une expérience modeste, affrontant des équipes chevronnées et bien établies, et livra au final une saison très moyenne en termes de résultats.

#### Saison 1940-1941
À partir du mois de juillet 1940, la ligue a entamé une série de réunions et de rencontres avec les représentants des clubs, en vue d’examiner les questions liées à la nouvelle saison et les mesures à prendre en amont. Dans ce contexte, l’USM Alger a lancé ses préparatifs pour la compétition dès le mois d’août. Les licences ont été ouvertes à la signature au bureau de Belcourt, dans le café Alcazar situé rue de l’Union, ainsi qu’au siège officiel du club, rue Devon, chez Monsieur Meddad. Le club a également annoncé la reprise des entraînements à partir du 23 août. Ceux-ci se sont déroulés au Stade de Bainem, dans une Salle de sport à Belcourt, ainsi qu’à la Salle de la P.C.M.A. à Alger.
Parmi les faits marquants de cette période, on note le départ du gardien de but de l’USMA, Abderrahmane Ibrir, transféré au club de la AS Saint-Eugène, où il s’est illustré grâce aux meilleures conditions dont bénéficiait ce club par rapport à l’USM Alger. Le 7 septembre 1940, la direction de l’USMA a tenu une assemblée générale au Stade de Bainem, en présence de presque tous les joueurs et d’un grand nombre de supporters. Lors de cette assemblée, plusieurs nouveautés ont été annoncées, et certaines lacunes d’ordre organisationnel ont été corrigées, dans une volonté affirmée d’assurer la continuité et de poursuivre le travail sérieux entrepris.
Après plusieurs réunions et consultations, la ligue a décidé, en se basant sur le nombre d’équipes répondant aux critères requis, de modifier le système des différents championnats amateurs en Algérie, par rapport à la saison précédente connue sous le nom de championnat de guerre. Les changements ont conduit à la création des compétitions suivantes : le Critérium de division d'honneur, le Critérium de 1re division et le Critérium 2e et 3e division. L’USM Alger a été intégrée dans le groupe B du Critérium 2e et 3e division, aux côtés des équipes suivantes : US Alger, Club Cherchell, CA Paté, SC Algérois, FC Kouba et USM Alger.
L'USM Alger a enregistré de bons résultats au cours de cette saison, terminant à la troisième place de son groupe, ce qui lui a permis de conserver sa position pour les compétitions de la saison suivante. Le bilan final, après 10 journées, fait état de cinq victoires pour un total de 22 points. Comme la saison précédente, celle-ci était considérée comme expérimentale. L’objectif principal était de favoriser le contact avec la compétition et d’acquérir de l’expérience en matière de gestion et de formation. Le club comptait alors un grand nombre de jeunes joueurs, notamment dans la catégorie des minimes. Quant à l’équipe première, les dirigeants en particulier la commission de football se sont concentrés sur l’évaluation des joueurs et leur ont donné davantage d’opportunités de se montrer, dans le but de construire une équipe solide capable de représenter dignement les couleurs du club à l’avenir.

#### Saison 1941-1942

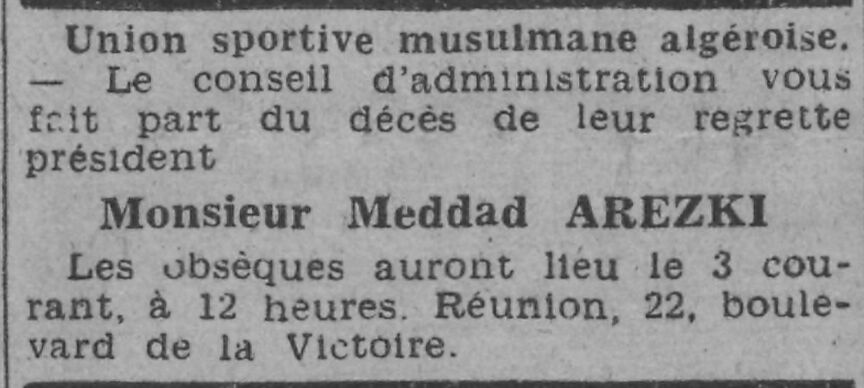
Annonce du décès du président du club Arezki Meddad dans le journal L'Écho d'Alger.

La saison s’est déroulée dans l’ombre d’un conflit mondial qui ne cessait de s’aggraver. La Seconde Guerre mondiale faisait toujours rage et avait gagné en intensité, notamment après l’occupation de la majeure partie de la France. La conscription militaire restait pleinement en vigueur, ce qui compliquait davantage la situation des clubs de football, en particulier ceux de petite taille, aux ressources et capacités limitées. La gestion des compétitions par les différentes ligues devenait de plus en plus chaotique, suscitant de nombreux doutes aussi bien dans les milieux officiels qu’informels quant à la possibilité d’organiser la saison et aux modalités de son déroulement.
Malgré ce contexte difficile, il fut confirmé en août que le nombre de clubs prêts à poursuivre la compétition était, dans l’ensemble, similaire à celui de la saison précédente dans les différentes régions. Après de nombreuses concertations, la ligue décida de lancer les compétitions du championnat et de la coupe pour la saison 1941–1942 à partir du 1er septembre 1941. Les règlements en vigueur lors de la saison 1938–1939 furent réinstaurés, notamment ceux relatifs à l’organisation des matchs de barrage pour désigner les champions, ainsi qu’à la répartition des recettes et aux aspects logistiques. Dans le cadre de cette réorganisation, l’USM Alger fut intégrée au championnat unifié des deuxième et troisième divisions, dans le Groupe C, aux côtés des huit équipes suivantes : ASPTT Alger, AS Aïn Taya, AS Rovigo, AS Rivet, RC Fondouk, US Alger, USM Maison-Carrée et USM Alger.
L’USM Alger entama ses préparatifs pour la saison assez tôt, en abordant à la fois les aspects administratifs et techniques. La direction du club procéda au renouvellement des licences des joueurs, à l’enregistrement de nouveaux éléments, ainsi qu’au départ de certains anciens qui ne faisaient plus partie des plans de l’équipe. Le groupe reprit ses entraînements physiques et techniques au stade de Bainem, tout en utilisant également les salles d’éducation civique dans le cadre du programme de préparation. La composition de l’équipe pour cette saison ne connut pas de changements majeurs par rapport à l’année précédente. Elle comprenait plusieurs joueurs bien connus tels que : Franck Bailek (gardien de but), Ismaïl Mahmoudi, Mustapha Choudar, Mohamed Bouaroub, Ali Slimani, Mohamed Hamdi, Ramon Bergès, Abdelkader Zouani, Mokrane Hadj Rabia et Mokrane Karassane.
Pour ses matchs à domicile, l’USM Alger évoluait soit au stade de Kouba, soit au stade de Bainem, selon la programmation et la disponibilité des terrains. Toutefois, les résultats de l’équipe furent décevants au regard du potentiel de l’effectif. Sous la conduite de Mohamed Hamdi, l’USMA disputa 14 matchs de championnat, mais n’en remporta que trois. En Coupe de la Ligue, l’USM Alger fut éliminée prématurément, subissant une lourde défaite au deuxième tour contre l’équipe du Stade de Guyotville. La rencontre eut lieu le 5 octobre 1941 au stade de Bainem, et se solda par une lourde défaite 5–0. Cette saison difficile fut marquée par un autre événement tragique : le 2 avril 1942, le président du club, Arezki Meddad, s’éteignit après avoir contracté le typhus, une maladie qui sévissait dans le pays à cette époque. Il laissait derrière lui un vide immense, lui qui avait été le premier président d’honneur du club, le tout premier trésorier du conseil d’administration, et un membre central du conseil exécutif. Ses funérailles eurent lieu le lendemain, en présence d’une foule nombreuse venue lui rendre un dernier hommage,,.

#### Saison 1942-1943
Les membres de la ligue se sont réunis le 23 juillet 1942 afin de discuter de l’organisation des compétitions pour la nouvelle saison. Ils ont convenu de publier le calendrier durant la première quinzaine du mois d’août. L’USM Alger a entamé sa préparation en procédant au renouvellement des licences, en lançant les entraînements physiques et techniques, et en disputant plusieurs matchs amicaux. La saison a débuté avec les matchs de Coupe de la Ligue, qualificative pour la Coupe d’Afrique du Nord. Au premier tour, l’USMA s’est imposée face à l’US Alger sur le score de 2 à 0. Au deuxième tour, le tirage au sort l’a opposée au Club US Fort de l'Eau, évoluant en première division. L’USMA a réussi à se qualifier une nouvelle fois, grâce à une victoire 1 à 0 au Stade de Maison Carrée. Cependant, en huitièmes de finale, le parcours du club s’est arrêté après une lourde défaite 4 à 1 contre le célèbre club Gallia Sports d'Alger, considéré comme l’un des meilleurs du Division Honneur. Le match s’est joué le 1er novembre 1942 sur le terrain de Saint Eugène.
Le championnat de la saison 1942–1943 avait débuté au niveau des divisions supérieures, mais fut soudainement interrompu fin novembre 1942 en raison du contexte politico-militaire mondial, notamment le débarquement des forces alliées en Algérie. La compétition n’a repris qu’au début de janvier 1943, avec la publication d’un premier calendrier, rapidement modifié en raison du grand nombre de forfaits enregistrés parmi les clubs. Ces désistements étaient dus à plusieurs difficultés, notamment le manque d’effectif disponible et la pauvreté extrême dans laquelle se trouvaient la majorité des équipes, à l’image du reste de la population algérienne de l’époque. Le 15 janvier 1943, une nouvelle répartition fut publiée pour un championnat regroupant les divisions I et II, réparti en trois groupes. L’USM Alger fut intégrée dans le groupe B, qui comprenait les clubs suivants : CA Paté, AS Douéra, SC Menerville, US Palestro, OM Ruisseau, USM Maison Carré et USM Alger. 
Peu avant le lancement officiel, l’équipe de SC Menerville a annoncé son retrait de la compétition, réduisant le nombre de clubs dans le groupe à six. Malgré le contexte difficile, l’USM Alger a réalisé une saison globalement satisfaisante, compte tenu des nombreuses difficultés rencontrées, tant par le club lui-même que par les autres équipes du groupe. Plusieurs formations ont déclaré forfait ou se sont abstenues de se déplacer, ce qui a perturbé le déroulement normal du championnat. Cependant, grâce à l'engagement de ses dirigeants, la solidarité entre les membres du club et le soutien fidèle de ses supporters, l'USMA a su préserver une certaine stabilité et afficher de bonnes performances sportives. Le club a terminé la saison à une honorable troisième place du groupe, avec un total de 29 points obtenus en 12 rencontres.

#### Saison 1943-1944
Le bureau de la Ligue d'Alger de football a tenu une réunion le 1er septembre 1943 pour examiner les conditions entourant le lancement de la nouvelle saison footballistique, dans un contexte de désordre et d’instabilité ayant marqué la saison précédente en raison de la situation générale causée par la guerre. Malgré l’importance de cette réunion, aucune décision immédiate n’a été prise, en raison du manque de clarté concernant la situation des clubs susceptibles de participer aux différentes compétitions. Il a donc été décidé de reporter la prise de décision sur la composition des championnats jusqu’au début des préparatifs annuels habituels des équipes. Dans ce cadre, la Ligue a annoncé, le 16 septembre, avoir invité tous les clubs qui lui sont affiliés et souhaitant prendre part aux compétitions, à déposer leurs demandes d’inscription. Celles-ci devaient préciser le terrain sur lequel le club recevra ses matchs ainsi que le nombre d’équipes qu’il compte engager dans les différentes divisions. La date limite pour transmettre ces informations a été fixée au 25 septembre, afin de permettre à la Ligue d’établir la programmation des compétitions conformément aux règlements en vigueur en temps de guerre.
En prévision du lancement de la nouvelle saison sportive, le club de l’USM Alger a organisé une manifestation sportive pluridisciplinaire sur le terrain de Stade municipal, revêtant un caractère humanitaire et caritatif. L’événement a comporté plusieurs compétitions dans différentes disciplines : football, basketball, cyclisme et athlétisme, sous le slogan : « Le sport au service des œuvres de bienfaisance » Les recettes de cette initiative ont été entièrement versées au profit de la Comité international de la Croix-Rouge et de l’œuvre caritative islamique. Cette manifestation a connu une grande affluence du public ainsi que la présence de nombreuses personnalités civiles et sportives. Elle a été unanimement saluée pour sa parfaite organisation et l’ambiance chaleureuse et solidaire qui l’a animée, faisant d’elle un exemple à suivre en matière d’engagement sportif au service des causes humanitaires.
Il ressort de la programmation des rencontres de la nouvelle saison que l’USM Alger recevait ses adversaires en alternance sur les terrains du Stade municipal et Stade de Saint Eugène, conformément au calendrier établi par la Ligue, qui a tenu compte de la disponibilité des stades. L’USM Alger a été intégré au Critérium des équipes inférieures en raison de la restructuration des divisions opérée durant cette période. La Ligue a fixé le début du Championnat Honneur au 14 novembre 1943, suivi immédiatement par le lancement du Critérium, auquel participent l'USM Alger ainsi que d'autres clubs, dont certains engagés avec leurs équipes réserves. USM Alger, USM Maison Carré, USM Blida, MC Alger, RU Alger, AS Saint-Eugène, GS Alger, CA Paté, ASPTT Alger, AS Menerville, RAS Algérois, RS Alger et O Hussein Dey.
Pour la première fois, l'USM Alger a disputé un nombre aussi important et intense de matchs au cours d'une seule année, affrontant un ensemble d'équipes redoutables et bien établies. Malgré la difficulté du défi, le club est parvenu à obtenir des résultats honorables, conformes à sa réputation dans le milieu footballistique. L'équipe compte dans ses rangs plusieurs joueurs jouissant d'une certaine notoriété, tels que les frères El Kamal (Mostefa, Ahmed et Youssef), Mohamed Hamdi, Amar Kacib et Mokrane Karassane qui ont largement contribué à cette performance. Ces efforts ont permis à l'USMA de terminer à la troisième place du classement général du groupe des équipes inférieures.

#### Saison 1944-1945
Après de nombreuses discussions au sein de la Ligue, et grâce à la bonne volonté manifestée par un nombre appréciable de clubs souhaitant participer à la compétition cette saison un chiffre en hausse par rapport à la saison précédente il a été décidé de reconduire le format des compétitions de l’an dernier, avec quelques ajustements : Le Critérium d'Alger sera organisé pour les catégories seniors et jeunes et Le Critérium des équipes inférieures concernera également les seniors et les jeunes, et sera divisé en deux groupes. Les équipes qualifiées de chaque groupe s’affronteront lors de barrages en vue de décrocher le titre de Champion d'Alger des équipes inférieures. L’USM Alger a été versée dans le groupe B, qui ne comprend aucune équipe réserve des clubs de division d’honneur. Toutes ces équipes réserves ont été regroupées dans le premier groupe. Il est à noter que l’appellation de cette division a évolué au fil du temps, et qu’on la désigne désormais plus couramment comme le championnat de première division. Enfin, une coupe a été mise en place, ouverte à toutes les équipes, appelée la Coupe départementale (La Coupe Départementale).
Le groupe de l’USM Alger est composé de huit équipes, à savoir : CA Paté, AST Alger, AS Montpensier, ASPTT Alger, RAS Algérois, RC Maison Carré, USM Maison Carré et USM Alger. L’USM Alger a entamé la saison avec une formation mixte, combinant certains anciens joueurs à de nouvelles recrues jeunes. Parmi les renforts notables figure Rabah Zouaoui, un avant-centre et ancien joueur du SC Algérois et MC Alger. 
On peut conclure de ce qui précède que le bon niveau atteint par l'USM Alger cette saison est le fruit de plusieurs facteurs, parmi lesquels se distingue la détermination des hommes chargés de la gestion de cette jeune formation, ainsi que leur volonté constante de faire flotter haut les couleurs du club. Ces derniers ont su surmonter les nombreuses difficultés et conditions difficiles entourant l’équipe et le football en général, dans un contexte marqué par la guerre, la pauvreté et les dures réalités de la vie quotidienne. L’engagement des supporters et des amoureux du club autour de cette jeune équipe a également joué un rôle essentiel, en lui apportant un soutien précieux dans les moments les plus critiques, notamment face à des adversaires expérimentés, forts d’un passé riche dans le football et disposant d’un niveau de gestion et de pratique respectable.
Durant la période précédente, que nous appelons l’époque de la Seconde Guerre mondiale une période extrêmement difficile, marquée par le chaos, la transition et de nombreux problèmes, les portes de l’USMA sont néanmoins restées grandes ouvertes à toutes les catégories de jeunes, qui y ont trouvé accueil et considération. Le club a alors joué un rôle noble dans l’éducation, la formation ainsi que l’orientation sportive et culturelle authentique. À propos de cette période, l’ancien joueur Mouloud Lazizi témoigne dans le journal OLYMPIC (numéro du 19 au 25 mai 2000) en ces termes : « L’USMA a toujours œuvré dans le sens positif des compétitions, à savoir : éduquer, former et aider les jeunes à se hisser culturellement, compte tenu de la situation qui prévalait durant cette période (Deuxième Guerre mondiale). »

### Carrière d'après-guerre
Comme de nombreux clubs algériens, l’USM Alger a été profondément affectée pendant la Seconde Guerre mondiale. Les activités footballistiques officielles furent interrompues, et seuls des matchs informels étaient organisés sous la stricte supervision de l’administration coloniale française. Après la fin de la guerre, les joueurs musulmans algériens ainsi que les dirigeants de clubs, y compris ceux de l’USM Alger, ont subi une forte répression. Beaucoup se sont vu interdire de reprendre leurs activités sportives, en particulier ceux soupçonnés d’implication politique ou de soutien au mouvement nationaliste. L’USM Alger a été directement touchée par les massacres du 8 mai 1945, qui ont laissé une profonde cicatrice au sein du club. Certains de ses membres ont été tués ou blessés lors de la violente répression menée par les autorités françaises. En mémoire de ces événements tragiques, le club a adopté ses couleurs emblématiques, le rouge et le noir, comme symbole durable de sacrifice et de deuil, selon les témoignages de dirigeants et de contemporains du club.

#### Saison 1945-1946
L’USM Alger a entamé ses préparations physiques et techniques de manière anticipée, tout en disputant plusieurs matchs amicaux. Le club s’est engagé à participer au championnat et à la coupe, et a demandé son inscription aux compétitions des jeunes et des juniors. Ainsi, la Ligue a pu connaître le nombre d’équipes appelées à prendre part à la coupe et aux championnats des divisions inférieures. En début de saison, le joueur expérimenté El Kamal Mostefa a été désigné pour suivre un stage de formation des entraîneurs, organisé par la Ligue d’Alger sous la supervision de la Fédération Française de Football Amateur (FFFA). Il a terminé à la quatrième place avec une moyenne de 52,5, obtenant ainsi son certificat d’entraîneur. Il s’est vu ensuite confier la mission de manager de l’équipe de l’Union durant la saison en cours et pour les saisons suivantes, avant de devenir un entraîneur reconnu dans le milieu sportif. 
Étant donné que l’USM Alger a terminé vice-champion lors de la saison précédente après avoir enregistré des résultats positifs, la direction du club a décidé d’aborder la saison en cours en conservant la majorité des anciens joueurs tout en recrutant quelques nouvelles recrues. L’effectif se compose de : le gardien Bazile Nival, Rezki Izgouti, Miri Salvador, Abdelkader Chaouane, Mostefa El Kamal, Abdelkader Chico, Mohamed Hachlaf, Mahmoud Ismaïl, Rabah Zouaoui, Abdelkader Boufaras, Ahmed l Kamal, Mohamed Elouardi, Rabah Bedarane, Youssef l Kamal, Allel Ouaguenouni, Mustapha Ouaguenouni. Le manager de l’équipe n’est autre que le joueur chevronné Mostefa El Kamal. La Ligue d’Alger annonce le système de répartition des clubs affiliés au championnat des divisions inférieures pour la saison en cours. Il a été décidé d’adopter cinq groupes géographiques, à savoir : Groupe Ouest, Groupe Est, Groupe du Littoral, Groupe Centre I, Groupe Centre II. L’USM Alger appartient au Groupe Centre II, qui regroupe les sept clubs suivants : AST Alger, AS Kouba, US Ain-Taya, CC Alger, RAS Alger, OM Ruisseau et USM Alger.
La pénurie de terrains se fait cruellement sentir, un problème dont souffrent particulièrement les ligues à Alger et dans les grandes villes. Comme le soulignait La Dépêche Algérienne, la crise des terrains est générale, mais elle est d’autant plus marquée dans les grands centres urbains, où, à l’image d’Alger, les pouvoirs publics ne lui ont pas toujours accordé l’attention qu’elle méritait. Dans la Coupe Forconi en cours cette saison, l’Union Sportive Musulmane d’Alger entra en lice dès le deuxième tour, où elle parvint à écarter le GS Orléansville sur le score de deux buts à un, au Stade de Boufarik. Une prestation équilibrée et un grand enthousiasme permirent à l’Union de décrocher sa qualification pour le tour suivant. Au troisième tour, l’USM affronta le Olympique Littoral. La rencontre, disputée dans une atmosphère de vive compétition, fut tranchée par un but précieux de Rabah Zouaoui, qui offrit à son équipe le billet pour les quarts de finale. À ce stade, l’Union se heurta au FC Blidéen et s’inclina par deux buts à zéro. 
Cependant, la rencontre ne s’acheva pas sans controverse. Un chroniqueur de la presse coloniale accusa l’Union de « brutalité délibérée », tout en évoquant des jets de pierres attribués à certains supporters algérois. Ces allégations conduisirent la Ligue d’Alger à ouvrir une enquête, sanctionnant le club de la capitale d’une amende de 500 francs. Dans le même temps, la Ligue réexamina le dossier des réserves déposées par le Olympique Littoral et ordonna la reprogrammation du match au Stade de Saint-Eugène. L’Union confirma sa supériorité en s’imposant une nouvelle fois par un but à zéro. Mais l’adversaire ne s’avoua pas vaincu et déposa une nouvelle réclamation. Cette fois, la décision fut rendue en sa faveur : le O. Littoral fut déclaré qualifié à la place de l’USM, qui écopa par ailleurs d’une seconde amende de 500 francs. Ainsi s’acheva l’aventure de l’Union dans cette édition de la Coupe : une élimination administrative doublée de deux sanctions financières pour un total de 1 000 francs.

#### Saison 1946-1947
L'USM Alger a clôturé sa saison précédente par une réunion du conseil d'administration tenue à la fin du mois de juin, et a entamé la nouvelle saison par une assemblée générale le 22 juin 1946, en présence de tous les membres actifs et honoraires. Cette rencontre fut consacrée à l’examen du bilan de la saison écoulée ainsi qu’à la discussion des perspectives pour la saison à venir, notamment avec l’annonce du retour à un format de compétition normal, tel qu’il était en vigueur avant le déclenchement de la guerre. Dans cette optique, et dans le but de ramener la compétition footballistique à son niveau d’avant-guerre voire à un niveau supérieur la Ligue a tenu sa première réunion au début du mois d’août 1946. Il a été décidé que l'organisation de la saison 1946–1947 tiendrait compte de plusieurs éléments : les recommandations de la saison précédente, les classements finaux des championnats de 1938–1939, le classement de la saison 1941–1942, ainsi que les résultats de la saison 1945–1946.
Dans le cadre de la reprise de l’activité footballistique après la fin de la Seconde Guerre mondiale, la Ligue a tenu une réunion importante le 31 août 1946, consacrée à l'organisation de la saison sportive 1946–1947. Plusieurs décisions majeures y furent prises, notamment la fixation de la date de reprise des compétitions au 15 septembre 1946, avec un début marqué par les éliminatoires de la Coupe d’Afrique du Nord, et la fixation des frais de participation à ces éliminatoires à 100 francs. L’USM Alger a entamé sa saison en prenant part aux éliminatoires de la Coupe d’Afrique du Nord. Comme à l’accoutumée, le club a affronté l’Olympique Littoral au premier tour, qu’il a réussi à dépasser avec succès. Cependant, son parcours s’est arrêté au deuxième tour, à la suite d’une défaite face à l’AS Saint-Eugène.
En analysant le déroulement des matchs à domicile au cours de la saison, il apparaît clairement que l’USM Alger préférait accueillir ses adversaires soit au stade de Kouba, soit au stade d’El Biar. Cependant, le choix du terrain revenait souvent à la Ligue, en raison du manque de stades disponibles au sein de la Ligue d’Alger. Lors de l’assemblée générale tenue dans la seconde moitié du mois d’août, la Ligue a décidé sur proposition de la commission d’organisation des compétitions et conformément aux recommandations précédentes d’organiser la saison selon la structure suivante : Division d’Honneur, Première Division, Deuxième Division (divisée en deux groupes, l’USM Alger étant placé dans le groupe B), et Troisième Division.
Le groupe de l’USM Alger en Deuxième Division comprenait huit équipes : l’US Aïn-Taya, l’AS Rivet, l’ASPTT Alger, l’US Arabaa, la JSI Issers, l’US Rovigo, le SC Algérois et l’USM Alger. L’un des événements les plus marquants de la saison fut la réception organisée par l’USM Alger le 8 avril 1947 en l’honneur de l’ancien joueur Mostapha El Kamal, revenu de France avec un diplôme d’entraîneur de niveau supérieur. La cérémonie s’est déroulée dans une ambiance chaleureuse et conviviale, en présence des joueurs, des dirigeants du club et de plusieurs invités un geste qui témoigne de la profonde reconnaissance du club envers ses anciens membres.

#### Saison 1949-1950

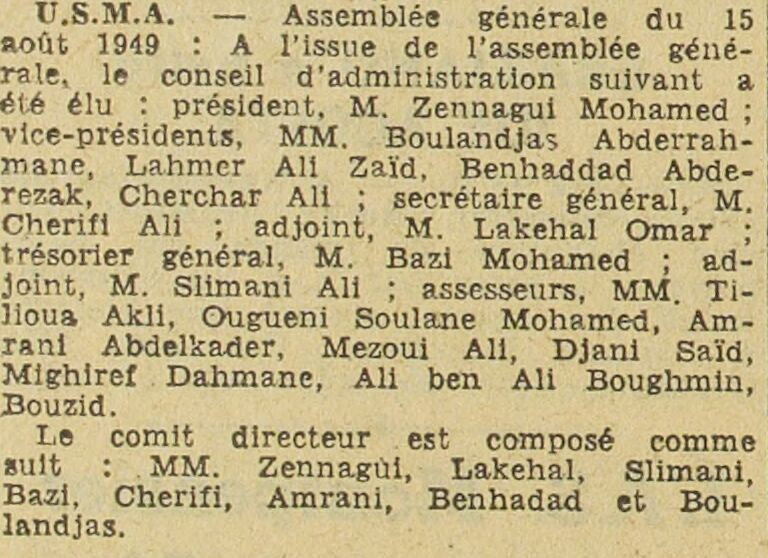
Assemblée générale de l'USM Alger, le 15 août 1949 dans L'Écho d'Alger.

Après une saison moyenne à plusieurs niveaux, l'USM Alger se prépare à retrouver les compétitions de première division, en entamant ses préparatifs dès les premiers jours, tant sur le plan administratif que sportif. Dans ce cadre, l’assemblée générale du club s’est tenue le 15 juillet 1949 au siège officiel, où ont été abordées les dernières actualités relatives à l’organisation et à la gestion sportive. À l’issue de cette réunion, les responsables ont procédé au dépôt des demandes d'engagement pour le championnat de première division et la Coupe de la Ligue d'Alger, après la date du 14 juillet.
Sur le plan de l’effectif, le club a ouvert la période de signature et de renouvellement des licences dès le 1er août. Le 13 août, une rencontre de présentation a été organisée entre les anciens et les nouveaux joueurs en présence de l'entraîneur El Kamal Mostefa. Les entraînements physiques et techniques ont officiellement débuté le 14 août, marquant ainsi le lancement de la préparation pour la saison à venir. La direction de l'USM Alger a décidé de disputer ses matchs officiels cette saison au stade « la consoltation », qui portera plus tard le nom de « Stade Marcel Cerdan ». Cette décision s’inscrit dans le cadre des préparatifs organisationnels en vue du début de la saison.
De son côté, la Ligue d'Alger a publié, en date du 21 juillet 1949, la liste officielle des clubs composant la première division, groupe A, qui comprend dix équipes : US Fort-de-l'eau, O. Tizi Ouzou, OM Saint Eugène, AS Kouba, SCU El Biar, JS Birtouta, Olympique Rouiba, AS Rivet, AS Douéra et l’USM Alger. Dans une ambiance festive et chaleureuse, l’USM Alger a organisé sa grande célébration annuelle dans la soirée du 15 septembre 1949, à la salle de cinéma « Majestic », en présence d’un large public. Pour l’occasion, la célèbre troupe tunisienne dirigée par l’artiste Ali Sriti a été invitée, apportant une touche maghrébine raffinée à l’événement. Le public a également apprécié la célèbre pièce comique Chakchouk, ainsi qu’un programme varié de divertissements, faisant de cette soirée une véritable fête culturelle, à quelques jours seulement du coup d’envoi de la nouvelle saison footballistique.

#### Saison 1950-1951

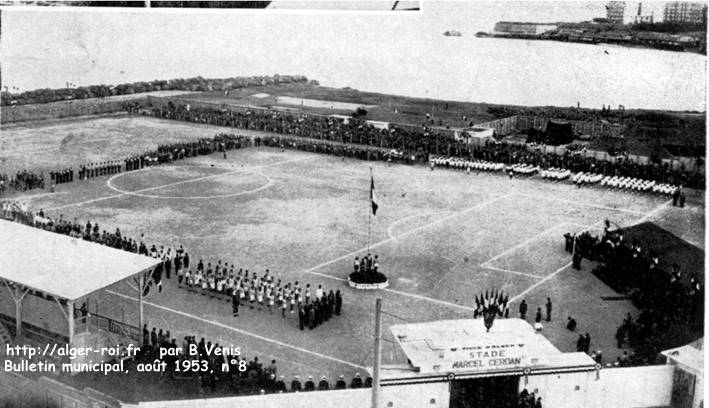
Stade Marcel Cerdan L'USM Alger a joué certains de ses matchs pendant la période coloniale.

#### Saison 1952-1953
À la fin de la saison, l'USM Alger, en coordination avec ses principaux supporters, a organisé une sortie récréative à la plage de Sidi Fredj le 18 mai 1952, au profit des joueurs et des fidèles du club, dans une ambiance conviviale et détendue. Pendant le mois sacré de Ramadan, le club a également organisé des soirées musicales animées par le doyen de la chanson populaire, Cheikh El Hadj Mohamed El Anka, un artiste emblématique qui a souvent chanté pour l'USMA à diverses occasions, renforçant ainsi les liens culturels entre le club et son environnement. Le Conseil d'administration s'est réuni les 12 et 30 mai, en préparation de l'assemblée générale extraordinaire qui s'est tenue le 20 juin, sous la présidence de Mohamed Zenagui, en présence des membres actifs, honoraires et bénéficiaires, au siège social du club. Enfin, l'assemblée générale constitutive a eu lieu les 6 et 12 juillet, et s'est conclue le même jour par la première réunion du nouveau Conseil d'administration, marquant ainsi le début d’une nouvelle étape dans l’organisation du club.
Un nouveau rassemblement du Conseil d’administration de l’USM Alger s’est tenu le 30 juillet 1952, marquant une étape importante dans les préparatifs de la nouvelle saison. À cette occasion, les anciens et nouveaux joueurs ont été présentés à l’entraîneur, qui a aussitôt entamé les séances de préparation physique et technique, dès la première semaine du mois d’août 1952. Parallèlement, la Ligue d'Alger de football a tenu une assemblée générale le 28 juin, afin d'examiner les divers problèmes auxquels fait face le football à Alger et dans ses environs. Elle a réuni les présidents de la plupart des clubs, en particulier ceux évoluant en Division d’Honneur, qui ont soumis leurs propositions et revendications à la Ligue. Parmi celles-ci figuraient notamment : La création d’une division intermédiaire entre la Division d'Honneur et la Première Division (appelée « Pré honneur ») La révision du système des matchs de barrage. Cependant, aucune décision concrète n’a été prise à ce sujet.
Le 4 juillet 1952, la Ligue a publié la composition des groupes de Première Division pour la saison à venir. L'USM Alger a été placé dans le groupe 3, qui comprend un total de dix équipes : GS Alger, ES Zéralda, OCB Oued-Fodda, ASPTT Alger, OM Saint Eugène, AS Kouba, WA Boufarik, NA Hussein Dey, Olympique de Médéa et USM Alger. La compétition a débuté comme à l’accoutumée par les éliminatoires de la Coupe de la Ligue Coupe Edmond Forconi, qualificative à la Coupe d’Afrique du Nord. L’USM Alger s’est qualifiée au premier tour sans jouer, suite au forfait de l’Olympique Pointe-Pescade. Au second tour, l’USMA a affronté l’équipe de l’AS Montpensier-Berre et s’est imposée largement sur le score de 6-2 lors d’un match facile disputé le 21 septembre au Stade de Kouba, malgré un vent défavorable durant la première mi-temps. Le club algérois a poursuivi son parcours en se qualifiant pour le troisième tour grâce à une courte victoire 1-0 contre la JSM Algérois, dans une rencontre jouée au Stade Marcel Cerdan le 12 octobre, devant un public nombreux. Ce succès a été arraché dans un match difficile face à une forte opposition.
Le parcours de l'USMA s’est arrêté au quatrième tour, après une défaite contre l’Olympique Hussein Dey, l’un des clubs phares de la division d’honneur et champion d’Algérie de la saison régulière. Le match s’est déroulé le 2 novembre au Stade municipal et s’est soldé par une victoire 2-0 de l’O Hussein Dey, acquise durant la prolongation, après un score nul et vierge à l’issue du temps réglementaire. L'USMA a réalisé une mauvaise saison, avec des résultats modestes qui ont failli la mener vers une issue fâcheuse. Il est difficile d’identifier les raisons qui ont empêché l’équipe de jouer les premiers rôles, malgré la présence de bons éléments et le renfort de plusieurs jeunes, qui n’ont pu faire mieux que d’assurer le maintien en première division. L’USMA a terminé le championnat à la septième place, avec un total de 34 points, enregistrant quatre victoires, huit matchs nuls et six défaites en 18 rencontres.

#### Saison 1953-1954
La Ligue d'Alger de football a annoncé très tôt la composition des groupes de la première division pour la nouvelle saison, et cette composition a connu plusieurs changements. Le groupe 3, auquel appartient l’USM Alger, comprend dix équipes, à savoir : OCB Oued-Fodda, Olympique Littoral, SC Algérois, US Blida, JS El Biar, RC Kouba, GS Alger Hydra, USM Marengo, OM Ruisseau et USM Alger. Dans le cadre des préparatifs pour la saison, l’USM Alger a tenu une assemblée générale élective le 10 juin 1953 au siège du club, en présence des membres, des joueurs et des nouveaux candidats. Elle a abouti à l’élection d’un nouveau conseil d’administration, qui a tenu sa première réunion dès le lendemain (9 juin) pour finaliser les aspects organisationnels.
Le conseil a ensuite tenu plusieurs réunions successives, dont la plus marquante le 19 juin, au cours de laquelle il a été décidé d’ouvrir le renouvellement des licences des anciens joueurs et de débuter la signature des licences pour les nouveaux joueurs à partir du lundi 2 juillet 1953. Le 8 juillet, le conseil s’est de nouveau réuni avec les anciens et nouveaux joueurs, en prévision de leur présentation à l’entraîneur le 9 août, après avoir passé une visite médicale préliminaire le 6 août, avec un accent particulier sur les nouveaux joueurs. Les séances d’entraînement physique ont débuté le 12 août 1953, à la salle d’éducation physique du club ainsi que sur le Stade Marcel Cerdan, dans le cadre d’un programme de préparation complet en vue du démarrage du championnat.
Comme à l’accoutumée, l’USM Alger a entamé sa saison par les éliminatoires de la Coupe Forconi, une compétition très suivie à l’époque. Le club a été exempté du premier tour et a débuté directement au deuxième tour, où il a largement battu l’équipe de Djendel CA sur le terrain de Médéa le 13 septembre 1953, sur le score sans appel de 7 à 0. Au troisième tour, disputé le 20 septembre, l’USMA a affronté l’Olympique Littoral. Dans une rencontre palpitante, les Rouge et Noir ont livré une prestation brillante et spectaculaire, s’imposant 3 buts à 2 et validant ainsi leur billet pour le tour suivant. Malheureusement, l’aventure s’est arrêtée au quatrième tour, après une défaite 2 à 1 face à la JS Isserville les Issers, lors d’un match disputé au Stade de Fondouk le 11 octobre. La rencontre s’est déroulée devant une importante affluence de supporters usmistes, qui ont effectué le déplacement en masse pour soutenir leur équipe à l’extérieur, en vain.
Alors que tous les espoirs étaient placés sur une éventuelle montée vers la nouvelle division d’accession à l’Honneur, l’USM Alger a frôlé la relégation en Deuxième Division. Finalement, les coéquipiers de Rabah Zouaoui ont dû se contenter de sauver leur place en Première Division, laquelle sera rétrogradée à un troisième niveau hiérarchique à partir de la saison suivante, avec l’instauration d’une nouvelle pyramide des compétitions. Ce championnat est unanimement considéré comme le pire de l’histoire du club depuis sa fondation en 1937. Le parcours de l’équipe a été marqué par l’instabilité, le désordre tactique, ainsi qu’une incapacité chronique à dégager un onze titulaire régulier tout au long de la saison. L’USMA a manqué de constance, d’efficacité, et a affiché un visage méconnaissable, décevant autant ses supporters que ses dirigeants.

### Révolution de libération
Lorsque la guerre de libération algérienne éclata le 1er novembre 1954, les compétitions sportives, en particulier le football, ne furent pas épargnées par les événements qui secouaient le pays. Dès les premiers mois de la révolution, alors que la saison footballistique débutait, de nombreux jeunes Algériens, y compris des athlètes et des footballeurs, répondirent à l’appel de la révolution et rejoignirent ses rangs. Ces jeunes étaient actifs dans différentes compétitions organisées à l’époque sous l’autorité du système colonial français. Les joueurs et dirigeants de l’USM Alger (Union Sportive Musulmane d’Alger) ne firent pas exception. À l’instar de nombreux Algériens issus de divers milieux, ils embrassèrent la cause nationale et s’engagèrent dans la lutte révolutionnaire certains dès le début de la guerre, d’autres au fur et à mesure de son évolution, notamment après le retrait du club du championnat de deuxième division, en réponse à la montée en puissance de la révolution.
Parmi les figures les plus marquantes, on peut citer : Ali Zaid, dit Lahmar, l’un des fondateurs et dirigeants historiques de l’USMA, qui rejoignit la révolution et tomba en martyr. Yacef Saâdi, grand militant de la cause nationale et chef emblématique de la Zone autonome d'Alger (ZAA), également lié au club et Mustapha Ouaguenouni, qui suivit le même chemin de résistance et mourut en martyr sur le champ d’honneur. La décision de l’USM Alger de se retirer des compétitions coloniales fut un acte de défi clair et un symbole fort de solidarité avec le mouvement de libération. Elle témoigne de l’enchevêtrement profond entre le sport et la lutte nationale, et de la volonté des sportifs algériens de ne pas servir les intérêts du régime colonial.

#### Saison 1954-1955
Après la fin de la saison 1953–1954 marquée par des résultats très modestes, voire franchement médiocres, l'USM Alger n’est pas parvenue à accéder à la nouvelle Division d’Honneur Promotionnelle, récemment créée au niveau de la Ligue d’Alger. En conséquence, le club est resté en Première Division pour une saison supplémentaire. Dans ce contexte, le conseil d’administration du club a tenu une réunion ordinaire le 10 juin 1954 au siège de l’équipe, en présence de tous les membres. Plusieurs points importants ont été abordés, notamment : La libération de plusieurs joueurs de différents niveaux, Le recrutement de nouveaux joueurs pour renforcer l’effectif, La mise en œuvre de décisions précédemment prises par la ligue en début de saison passée, et la discussion des conditions de la poursuite de la compétition lors de la saison à venir, dans un climat politique de plus en plus tendu avec l’émergence imminente de la Révolution algérienne.
L’USM Alger a commencé à enregistrer les licences des anciens et nouveaux joueurs dès le début du mois d’août 1954. Le comité du club a rencontré les joueurs et les a présentés à l’entraîneur le 14 août. L’équipe a repris les entraînements physiques et techniques à partir du 27 août. Conformément aux règlements en vigueur à l’époque, qui obligeaient les clubs à parrainer et former un certain nombre d’arbitres, l’USM Alger a respecté cette directive et a formé un groupe d’arbitres compétents, dont plusieurs ont ensuite joué un rôle important après l’indépendance de l’Algérie.
Le conseil d’administration s’est réuni de nouveau le 7 septembre 1954 pour finaliser les préparatifs avant le début de la compétition, conformément aux décisions prises avant le début de la saison précédente, notamment celles concernant la réorganisation des compétitions et l’intégration de la nouvelle Division d’Honneur Promotionnelle. La Ligue d’Alger a publié une nouvelle structure du championnat de Première Division, incluant le Groupe III, composé de dix équipes : SC Alger, Olympique de Rouiba, US Oumale, WA Revet, US Fort-de-l’Eau, ASM Barre, AST Alger, USM Maison-Carrée, RC Kouba et USM Alger.
La saison s’est terminée par la relégation de l’USM Alger en deuxième division, après une campagne très mauvaise, due aux circonstances de la révolution, au début de l’exode de ses meilleurs joueurs, ainsi qu’à d’autres raisons connues des dirigeants du club. Une analyse du parcours de l’équipe montre qu’elle a occupé la dernière place durant presque toute la saison. Elle a perdu plusieurs matchs à domicile et a fait de nombreux matchs nuls. À l’extérieur, les résultats ont été très faibles malgré un niveau de jeu globalement acceptable. On remarque également que l’équipe a constamment changé de composition d’un match à l’autre, sans jamais parvenir à stabiliser un onze titulaire jusqu’à la fin du championnat. L’équipe s’est aussi distinguée par une défense fragile et un manque de coordination entre les différents secteurs du jeu.

#### Saison 1955-1956
Dans le cadre de la préparation de la saison 1955-1956, l'USM Alger a tenu plusieurs réunions importantes, notamment une assemblée générale le 10 juillet 1955 suivie d’une réunion du nouveau conseil d’administration, présidé par Ali Chérifi, le 15 août. Cependant, malgré ces démarches, le club a été confronté à une profonde crise interne, menaçant son existence même. Cette instabilité s’est traduite par un retard dans les procédures administratives essentielles, notamment l'absence de dépôt de la fiche de renseignements auprès de la Ligue d'Alger, signalée dès le 9 juillet 1955. Face à cette inaction, la Ligue a réagi fermement. La presse a relayé les mises en garde de la Ligue : La Dépêche a annoncé que l’USMA était considérée en "non activité", et risquait une relégation automatique. L'Écho d'Alger, quant à lui, a publié un avertissement de la commission de discipline soulignant que le club risquait l’exclusion si sa situation n’était pas rapidement régularisée.
En septembre 1955, après des discussions internes entre les membres du conseil d'administration, l'USM Alger confirma sa participation au championnat de deuxième division pour la saison 1955–1956. Cette décision fit suite à une audition auprès de la ligue, au cours de laquelle le président du club, Chérifi, assura de l'engagement total de l'équipe à terminer la saison. La ligue accepta cette position, précisant qu’un seul match était en retard et serait reprogrammé rapidement. Par la suite, les joueurs furent convoqués au siège du club pour renouveler leurs licences, et des négociations individuelles furent engagées avec certains éléments clés comme Slimane Ghanem, Mustapha Kouiret, Chouchane et Kouroufi concernant leur avenir au sein de l’équipe.
Le départ des joueurs vétérans et expérimentés de l'USM Alger, ceux qui avaient défendu les couleurs du club lors des saisons précédentes, s'explique par plusieurs raisons. Les principales étant : la décision d'arrêter définitivement la pratique du football, le ralliement à la Révolution algérienne en réponse à l'appel du devoir national, ou encore le transfert vers un autre club. La ligue publia le programme du championnat de deuxième division, réparti en quatre groupes. L'USM Alger fut placée dans le groupe III, qui comprenait les équipes suivantes : US Hospitaliers Alger, AS Rivet, AS Douéra, CC Algérois, SCM Blida, JS Birtouta, JU Algéroise, FC Sidi Moussa, RAS Algéroise.
Alors que le mouvement révolutionnaire prenait de l’ampleur en Algérie, les clubs sportifs musulmans commencèrent à se retirer des compétitions officielles organisées par les autorités coloniales françaises, en réponse à l’appel du Front de Libération Nationale (FLN). Le FLN exhortait tous les athlètes et clubs algériens à cesser leur participation, en signe de rejet du contrôle colonial et de soutien à la cause nationale. Le 19 mars 1956, Le Journal d’Alger rapportait : « Le tableau de la compétition s’est trouvé amputé du retrait de l’USM Alger et du CC Alger, qui ont déclaré abandonner l’épreuve. » Cette décision devint officielle à partir du match prévu le 25 mars 1956 au Stade Marcel Cerdan, où l’USM Alger devait affronter la JS Birtouta. L’absence du club à cette rencontre confirma son retrait de la compétition, aux côtés de plusieurs autres clubs musulmans à tendance nationaliste, en obéissance aux directives du FLN. Bien que la saison n’ait pas été achevée, l’USMA fut classée à la 8e place au classement final, témoignant du niveau compétitif du club avant son retrait.

### Présidents officiels et honoraires, managers et influence culturelle
| # | Nom                     | Années      |
| - | ----------------------- | ----------- |
| 1 | Ali Zaid                | 1937 – 1938 |
| 2 | Arezki Meddad           | 1938 – 1942 |
| 3 | Abderrahmene Boulandjas | 1942 – 1943 |
| 4 | Mohamed Aïchoun         | 1943 – 1946 |
| 5 | Mohamed Zenagui         | 1946 – 1948 |
| 6 | Mohamed Bensiam         | 1948 – 1950 |
| 7 | Mohamed Zenagui         | 1950 – 1953 |
| 8 | Ali Chérifi             | 1953 – 1956 |

Depuis sa fondation officielle en 1937, l'USM Alger a été dirigée par une succession de présidents qui ont encadré le club durant ses premières années sous la domination coloniale française, ainsi que pendant la période difficile de la Seconde Guerre mondiale. Voici un résumé chronologique des présidents ayant dirigé le club de 1937 à 1953 : Le premier président de l'USM Alger fut Ali Zaid, qui prit ses fonctions le 5 juillet 1937, à la suite de la création du club. Il resta en poste jusqu’en octobre 1938. Il fut remplacé par Meddad Arezki, qui assuma la présidence à partir d’octobre 1938. Meddad dirigea le club durant les premières années éprouvantes de la Seconde Guerre mondiale, et occupa ses fonctions jusqu’à son décès en avril 1942, alors qu’il était encore en exercice,.
Le 15 octobre 1942, Abderrahmane Boulendjas fut élu président. Son mandat dura une année, prenant fin le 17 octobre 1943. Il fut alors remplacé par Mohamed Aïchoun, qui assura la présidence du 17 octobre 1943 jusqu’au 30 octobre 1946, menant le club durant l’immédiate après-guerre. Mohamed Zenagui fut ensuite élu président le 30 octobre 1946, et son premier mandat se poursuivit jusqu’en septembre 1948. Il fut alors remplacé par Mohamed Bensiam, président de septembre 1948 à 1950. Mohamed Zenagui revint à la tête du club pour un second mandat en 1950, qu’il conserva jusqu’au 10 juin 1953. À cette date, Ali Chérifi prit la présidence de l'USM Alger. Son mandat s’étendit au-delà du milieu des années 1950, bien que la date exacte de la fin de son mandat ne soit pas précisément connue.

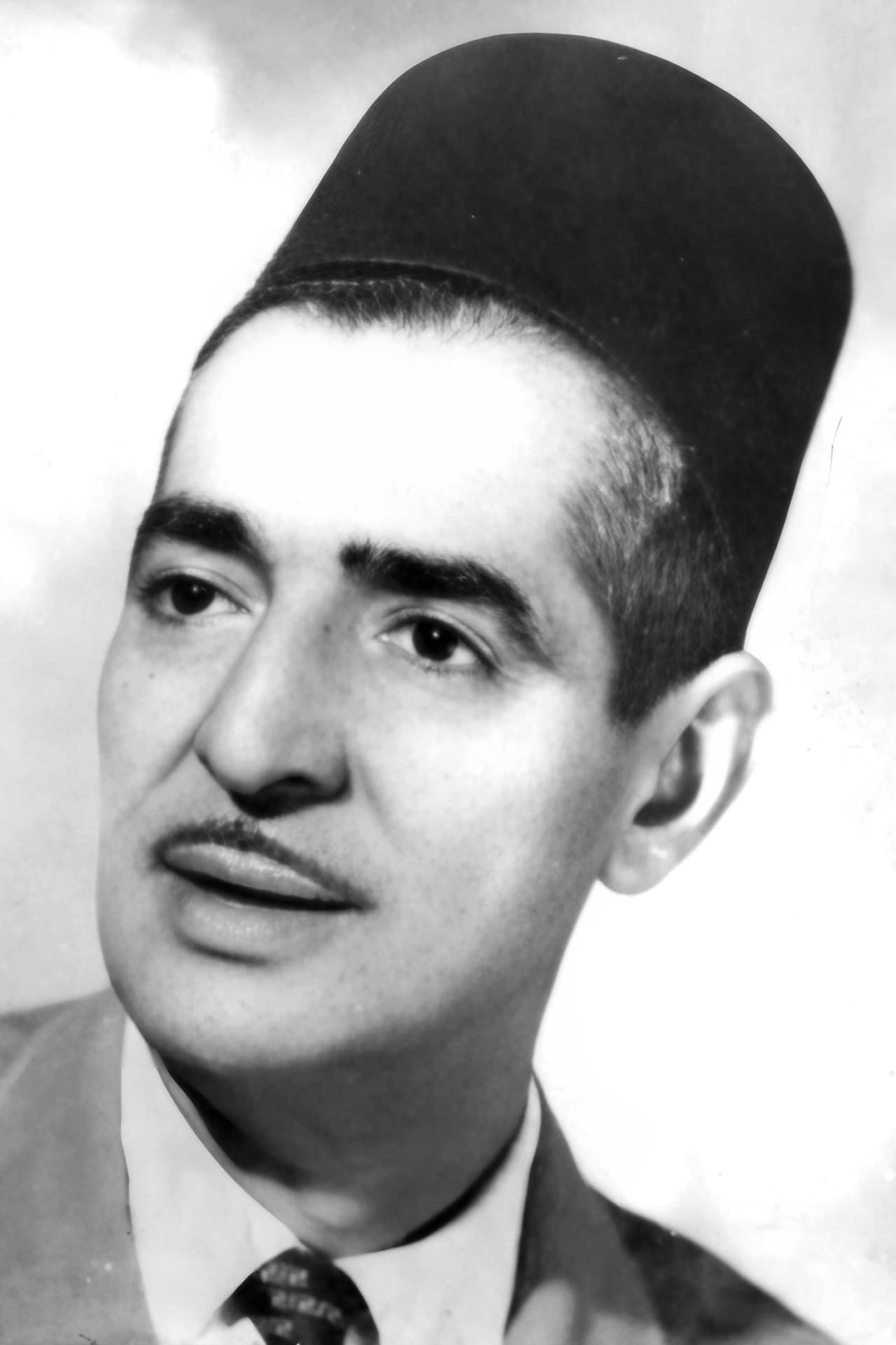
Le musicien El Hadj M’Hamed El Anka fut l’un des plus grands passionnés et fervents supporters du club.

Depuis sa fondation, l’USM Alger a entretenu un lien étroit avec de nombreux artistes et musiciens algériens qui ont soutenu le club tant sur le plan moral que financier. Des figures emblématiques telles que El Hadj M’Hamed El Anka et El Hadj Mahfoud Mahieddine étaient connues pour leur attachement au club, se produisant souvent lors d’événements organisés par les supporters de l’USMA dans les années 1930 et 1940. En 1937, un concert célébrant la création du club comprenait des prestations de plusieurs artistes, dont un jeune El Anka. Durant une crise financière survenue dans les premières années du club, des artistes comme Farid Oujdi organisèrent des concerts de soutien afin d’aider l’équipe à survivre. El Anka composa également la célèbre chanson « L’Union L’USMA » au début des années 1940, considérée comme le premier chant sportif patriotique algérien.
Elle célébrait les victoires du club et rendait hommage à ses athlètes, renforçant ainsi les liens culturels entre l’USMA et la communauté artistique algérienne. Cette chanson est considérée comme la première œuvre artistique nationale à aborder le thème du sport en Algérie. Elle occupe une place particulière dans l’histoire culturelle du pays en raison de son caractère pionnier et de sa large reconnaissance. La chanson fut publiée avant celle interprétée par Hadj M'rizek à propos du Mouloudia d’Alger, ce qui en fait le tout premier chant national connu ayant pour thème le sport en Algérie.
Le nom de l’USM Alger est étroitement lié à l’un des plus grands artistes de chaâbi que l’Algérie ait connus : El Hachemi Guerouabi, fervent supporter du club depuis l’époque coloniale. Sa fidélité envers l’équipe est restée intacte après l’indépendance, et il fut plus tard nommé membre d’honneur du club en reconnaissance de son soutien indéfectible. Guerouabi rendit hommage à l’USM Alger à travers plusieurs représentations, et l’une de ses chansons les plus emblématiques devint un hymne culturel repris par les supporters du club. Les paroles du couplet d’ouverture disent :
```
                        لياسما هوما لبطال                               حومت غزلان وفوتبال
                        كحل واحمر يشرح البال                                   يوالم كي يلبسوه
```

```
                      L’USM Alger est la championne                    Un quartier de gazelles et de ballon
                      Le noir et le rouge élèvent les passions         Ces couleurs leur vont à la perfection
```

Ces paroles reflètent la profonde affection de Guerouabi pour le club et illustrent le lien puissant entre la musique algérienne et le football. Sa voix est devenue une composante de la mémoire collective des supporters de l’USM Alger, mêlant art et sport dans un héritage culturel commun.
Dans ses premières années, l’USM Alger s’appuyait sur des sources de financement modestes, reposant principalement sur les dons et l’aide de commerçants locaux, de personnes aisées et de sympathisants du club. Certains propriétaires de magasins mirent même à disposition une partie de leurs établissements pour les besoins du club, comme le Café Ben Kanoun, le Café Ouaguenouni et d’autres encore, qui faisaient office de lieux de soutien informel.
Malgré ces initiatives, le club dut faire face à de lourdes charges financières, notamment un loyer particulièrement élevé de 5 000 francs pour la location du stade, une somme considérable à l’époque. Face à ces difficultés, plusieurs supporters se mobilisèrent pour venir en aide au club, parmi lesquels le célèbre artiste El Hadj M’Hamed El Anka, qui fit don des recettes de plusieurs concerts qu’il donna, soit pour célébrer la fondation de l’équipe, soit pour lui apporter un soutien financier.

### USM Alger et la guerre de libération nationale
L'USMA est aussi une école de Nationalisme, dit M. Kemmat, au début de l’année 1955, la Révolution battait son plein. M. Ali Chérifi, alors président du club, ayant eu vent de comportements déplacés de la part de certains jeunes joueurs, convoqua les minimes, cadets et juniors pour leur donner une leçon de morale. Il leur dit :
```
   « Mes enfants, je n’ai pas le droit de vous traiter de voyous, même si vous vous comportez comme tels, parce que je sais que vous venez de bonnes familles et je connais vos parents. Écoutez bien ce que je vais vous dire : notre pays est en guerre, et nous avons besoin d’hommes pour combattre le colonialisme français et le chasser. Si demain, les responsables du 
FLN
 ou de l’
ALN
 nous contactent pour demander des hommes à envoyer au maquis, que devrais-je leur répondre ? Que je n’ai ici que des enfants qui ne savent rien faire d’autre que des bêtises ? J’ai pris une décision sérieuse : si vous ne changez pas de comportement, vous ne jouerez plus au football
[
52
]
. »
```

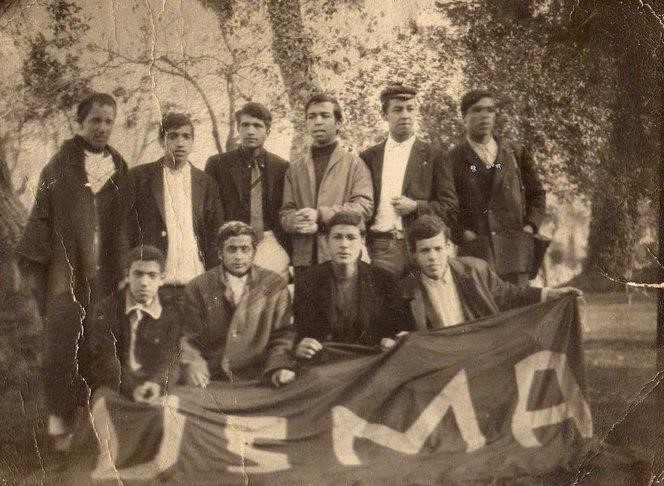
Une photo de quelques joueurs de l'USM Alger dans la montagne pendant la révolution algérienne.

En 1956, la direction centrale du Front de libération nationale (FLN) prit la décision stratégique de suspendre toutes les activités sportives des clubs musulmans dans le cadre de l’effort de résistance nationale. Une réunion décisive se tint au cercle de l’USM Alger, situé rue de Bône, pour discuter et décider de l’arrêt du football. Cette réunion fut présidée par Ali Chérifi, alors vice-président de l’USMA et responsable financier de la Zone autonome d'Alger (ZAA). Deux des premiers dirigeants de la ZAA étaient des membres actifs de l’USMA, illustrant encore davantage les liens étroits entre le club et le mouvement de libération. Parmi eux figurait Mohamed Hattab, plus connu sous son nom de guerre Habib Reda, figure clé du réseau de poseurs de bombes de la ZAA. Hattab, qui fut plus tard condamné à mort par les autorités coloniales, était également joueur de basketball au sein de l’USM Alger.
À la suite de la fermeture de la Casbah par les forces françaises bouclée par des barbelés et des points de contrôle stricts le cercle de l’USMA, situé au 7 rue de Bône, devint un refuge reconnu pour les combattants Fedayin. En réaction, l’administration coloniale prit pour cible cet endroit : il fut d’abord occupé par des troupes de Zouaves en novembre 1956, puis par des parachutistes qui le transformèrent en centre de torture. En conséquence, toutes les archives administratives et techniques de l’USM Alger furent saisies par l’armée d’occupation, marquant une perte tragique pour la mémoire historique du club et témoignant une fois de plus de son profond enracinement dans la lutte pour l’indépendance de l’Algérie,.
Malgré les circonstances exceptionnelles de la guerre d’Algérie, les instances de la ligue de football décidèrent finalement d’inclure l’USM Alger dans le classement final de la saison 1955–1956, afin de ne pas pénaliser le club. Selon le règlement habituel, un forfait général (retrait de la compétition) aurait entraîné une relégation automatique. Toutefois, la ligue fit une exception, anticipant une éventuelle reprise d’activité la saison suivante. Ce retrait fut effectué à la demande explicite du Front de libération nationale (FLN), en tant que geste symbolique de soutien à la révolution algérienne contre le colonialisme français, et pour attirer l’attention de la communauté internationale sur la cause. À la suite du retrait du club, plusieurs joueurs rejoignirent le FLN dans les maquis pour prendre part à la lutte armée,.
En réaction au refus du MC Alger de suspendre, lui aussi, ses activités sportives, les responsables de la Zone autonome d’Alger (ZAA) chargèrent deux fedayins, tous deux joueurs de l’USMA, de perturber un match entre l’AS Saint Eugène et le MC Alger au Stade de Saint Eugène. Leur mission était de semer le désordre et de faire pression sur le MCA afin qu’il cesse sa participation. Ces deux hommes étaient Abdelkader Boudissa, dit « Chichois », tombé plus tard au champ d’honneur dans la Wilaya IV, et Rachid Ferhaoui, dit « Rachid Red », condamné à mort en 1957,.
Leurs actions et leur sacrifice s’inscrivaient dans un engagement plus large : l’USM Alger allait devenir le club de football algérien ayant offert le plus grand nombre de martyrs (Chouhada) à la cause nationale. Le bilan atteignit 46 martyrs, parmi lesquels le capitaine Allel Oukid, chef de la 4ᵉ région de la Wilaya IV, et Mohamed Arezki Bennacer, chef de la 3ᵉ région de la ZAA et responsable du réseau de poseurs de bombes. Cet héritage a solidement ancré l’identité historique de l’USM Alger, non seulement comme un club de football, mais aussi comme un symbole national profondément engagé dans la résistance et le sacrifice pendant la lutte pour l’indépendance de l’Algérie,.

## Après l'indépendance

### Premier champion d'Algérie

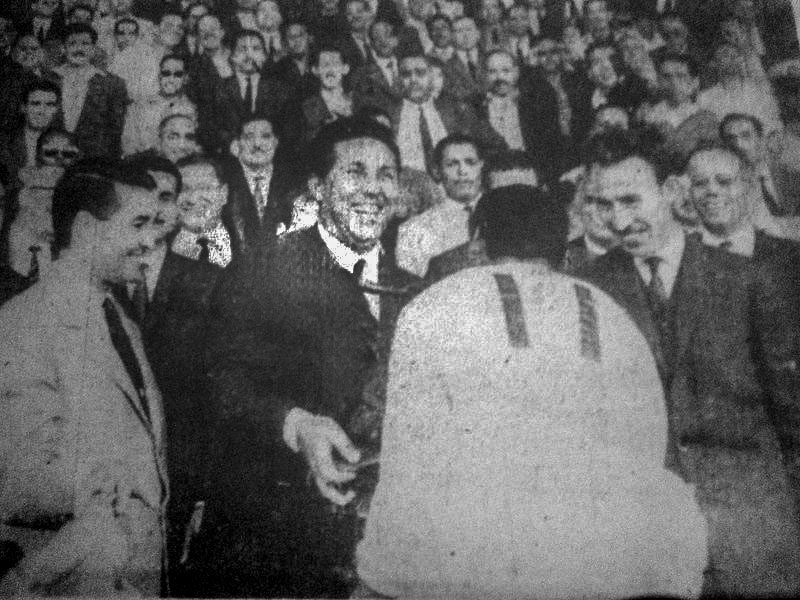
Abdelaziz Ben Tifour, entraîneur de l'USM Alger reçoit des mains d'Ahmed Ben Bella, président de la République, le 1er trophée du championnat d'Algérie de football.

Après l'obtention de l'indépendance et le retrait des troupes françaises, des compétitions de football prennent vie dans le pays. Compte tenu de la répartition géographique inégale des clubs sur l'ensemble du territoire, autrefois divisé en trois départements sous l'administration coloniale française, chaque ligue départementale assure l'organisation des compétitions de manière autonome, encouragée par le ministère des Sports et de la Jeunesse. Dans les premières années, les compétitions reprennent donc sous forme de critères régionaux au terme desquels sont sacrés les champions départementaux qui doivent ensuite s'affronter sous forme de tournois « play-offs » pour désigner le Champion d'Algérie. Cela convainc l'ancien joueur de l'OGC Nice et de l'AS Monaco⁣⁣, Abdelaziz Ben Tifour de devenir entraîneur et joueur de l'équipe en même temps. L'équipe comprend également un joueur étranger : Freddy Zemmour, pied-noir, l'un des rares joueurs français ayant décidé de rester en Algérie,.
L'USM Alger est intégré dans le groupe V et en prend la première place avec 51 points et la meilleure ligne offensive de chaque ligue avec 75 buts. En Ligue d'Alger, dans un groupe avec le MC Alger, l'AS Orléansville, le NA Hussein Dey et l'OM Saint-Eugène, le club prend la première place avec un maximum de 12 points et se qualifie pour les demi-finales face à l'HAMRA Annaba, précédemment l'USM Annaba. L'équipe s'impose et rejoint la finale du premier tournoi de l'histoire de l'Algérie. Elle y retrouve le MC Alger. Les Rouge et Noir, menés par le joueur-entraîneur Bentifour l'emportent sur le score de 3-0 lors d'un match disputé au stade d'El Annasser, en présence du président Ahmed Ben Bella et du ministre de la Défense Houari Boumedienne. Le club a ainsi l'honneur d'être le premier club à remporter le titre de champion à l'ère de l'indépendance, mais, en Coupe d'Algérie, l'USMA est éliminée en demi-finale face à l'ES Sétif. La saison suivante, l'USMA termine troisième, à un point du champion du groupe algérois NA Hussein Dey, et en Coupe, l'équipe arrive en demi-finale, à nouveau face à l'ES Sétif.
Lors de la saison 1964-1965, l'équipe est reléguée en deuxième division où elle termine à la dernière place, et en Coupe d'Algérie, elle arrête sa marche au second tour contre le NA Hussein Dey. Lors de sa première saison en Division Honneur, l'équipe termine deuxième derrière le champion MC Alger avec une différence de 7 points pour monter en Nationale II 1966-1967 dans la nouvelle version. Avec dix clubs la saison suivante, l'USMA ne parvient pas à revenir en première division et termine cinquième. Abderrahmane Meziani est le meilleur buteur avec 8 buts. En coupe d'Algérie⁣⁣, l'USM Alger atteint les demi-finales et est battu par l'ES Sétif 1 à 3, c'est la troisième fois que l'USMA perd face à l'ES Sétif en demi-finale. lors de la saison 1967-1968, l'USM Alger tente de grimper, mais échoue de nouveau et termine cinquième. Encore une fois Meziani est le meilleur buteur. Enfin, pendant la saison 1968-1969, l'USMA réussit à revenir en Nationale I après quatre saisons aux portes de la première division et occupe la deuxième place derrière la JS Kabylie.

#### Un parcours malheureux en coupe d'Algérie

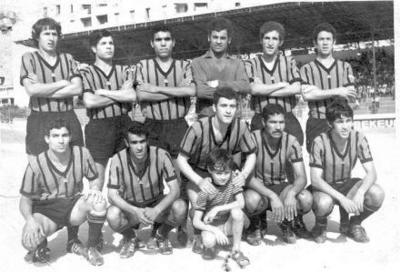
L'équipe de l'USM Alger dans les années 1970.

À la fin des années 1960 et au début des années 1970, l'USM Alger arrive sept fois en finale de Coupe d'Algérie dont cinq consécutives, avant que l'USM Alger ne soit éliminée trois fois en demi-finale et face au même club l'ES Sétif, la première finale remonte à 1969. Le parcours est équilibré, et en quart et demi-finale, l'USM Alger rencontre dans les derbys le RC Kouba et le NA Hussein Dey et marque un but dans chacun d'eux pour atteindre la finale face au CR Belouizdad. L'USMA perd 5 à 3 contre le champion d'Algérie en titre, avec le premier triplé de la finale de la Coupe d'Algérie marqué par Hacène Lalmas. Malgré cela, l'USM Alger peut participer à la Coupe des vainqueurs de coupe du Maghreb en tant que finaliste de la Coupe d'Algérie. Celle-ci se déroule au Maroc ; l'USM Alger atteint la finale mais est battu par le RS Settat, champion marocain de la Coupe du Trône. L'USM Alger participe à nouveau l'année suivante à la Coupe des vainqueurs de coupe du Maghreb en tant que vice-champion de la Coupe d'Algérie, et termine à la dernière place avec deux défaites contre le Club africain et le Wydad Casablanca.
En 1971, le club atteint la finale pour affronter le MC Alger et être à nouveau vaincu. Le match dure quatre heures en raison de la prise d'assaut du stade à plusieurs reprises par les supporters. Après la fin du match, les joueurs de l'USM Alger qui étaient accompagnés d'une poignée de supporters, restent enfermés dans les vestiaires jusqu'à minuit et l'intervention d'une brigade de gendarmerie envoyée de Batna. Leur retour vers leur stade ne se fait que vers 9 heures le lendemain. La Fédération algérienne de football de l'époque punit les deux clubs en les condamnant à jouer à 50 kilomètres de leur stade pendant un an. L'USM Alger choisit  de recevoir lors de la saison 1971-1972 au Stade des Frères-Brakni.
En 1972, le parcours vers la finale n'est pas facile, avec une différence d'un but en trois matchs sur quatre pour affronter HAMRA Annaba lors de l'ouverture du nouveau Stade du 5-Juillet-1962 par le président Houari Boumédiène et cela se solde par une défaite, Avant cela et lors de la finale des jeunes contre le RC Kouba, Nacer Guedioura devient le premier à marquer un but dans le nouveau stade pour les amener à remporter la coupe. Le club est privé des services de Kamel Tchalabi qui dispute la finale militaire et malgré le fait qu'il lui ait été promis de jouer s'il avait participé à une mi-temps et marqué, il ne participe pas au match. La dernière finale de la Coupe d'Algérie est contre les voisins du MC Alger et se termine par la cinquième défaite consécutive.

### Époque de la réforme sportive: (1977–1989)
Cette section ne s'appuie pas, ou pas assez, sur des sources secondaires ou tertiaires indépendantes du sujet. Le texte peut contenir des analyses inexactes ou inédites de sources primaires.
Pour l'améliorer, ajoutez-en, ou placez des modèles {{Source secondaire souhaitée}} ou {{Source secondaire nécessaire}} sur les passages mal sourcés. (février 2023)

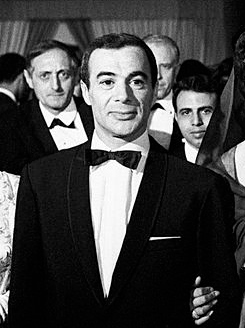
Yacef Saâdi, président du club de 1972 à 1975.

Toujours dans la même période, les résultats de l'USM Alger en Division 1 ne sont pas bons. Son meilleur classement est la quatrième place lors de la saison 1975-1976, qui a vu la victoire la plus lourde de l'histoire de la Ligue algérienne enregistrée contre l'USM Alger, augmentant l'avance 11-0 contre l'ASM Oran au Stade du 5-Juillet-1962 dont cinq buts de Djamel Zidane. Également au dernier tour et dans le même stade, le club a connu une autre grande victoire contre l'USM Bel Abbès avec huit buts dont deux coups du chapeau de Zitoun et Amenouche. Les années 1970, c'est l'instabilité au niveau des entraîneurs dont Ahmed Zitoun, Abdelghani Zitouni, Hamid Belamine et Ahmed Arab chacun en deux périodes. L'USM Alger est également tombée en deuxième division pendant deux saisons de 1972 à 1974, vers la fin de 1974, la réforme sportive a été menée comme prévu par le ministère de la Jeunesse et des Sports, afin de donner aux clubs d'élite une bonne assise financière leur permettant de se structurer professionnellement (en ASP qui veut dire Association Sportive de Performances). L'objectif était donc qu'elles aient une pleine autonomie de gestion avec la création de leur propre centre de formation. Pour cela, de nombreux clubs ont dû sacrifier leurs noms et les renommer en fonction du sponsor principal. Dans certains noms de clubs, la lettre P des pétroliers de la Sonatrach a été ajoutée pour indiquer leur parrainage. C’est le cas pour le MC Alger, le MC Oran et l'ES Sétif, rebaptisé MP Alger, MP Oran et EP Sétif. Au cours de la saison 1977-1978, l'équipe a changé de nom, pour s'appeler cette fois Union sportive kahraba d'Alger (arabe : كهرباء, kahraba) signifiant électricité qui avait hérité de la Société nationale de l'électricité et du gaz (Sonelgaz).

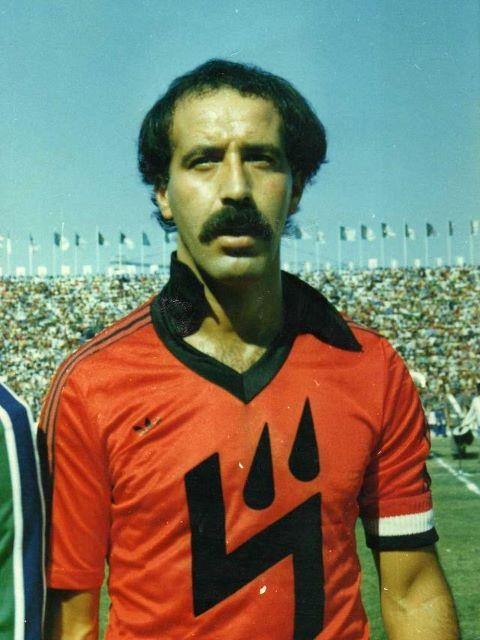
Djamel Keddou, joueur et manager de l'USM Alger.

Après sept finales, El Kahraba a pu remporter le premier titre de la Coupe d'Algérie de la saison 1980-1981 contre l'ASM Oran entraîné par Ali Benfadah dans le nouveau Stade du 24-Février-1956, devenant ainsi le premier club à remporter le titre de la Coupe d'Algérie. Il est en deuxième division, l'USM Alger, certains officiels et supporters pensent que la cause des défaites des précédentes finales était le président de l'Algérie Houari Boumédiène qui avait une grande hostilité envers le président qui l'a précédé Ahmed Ben Bella, connu pour être un grand fan de l'USM Alger. Après  da mort, ils ont remporté le titre de la Coupe d'Algérie après sept défaites dont cinq consécutives. Après avoir atteint l'Ascension, le premier match de la saison était en Super Coupe, en première version au Stade du 20 août 1955, contre le RC Kouba champion de la saison dernière et s'est terminé par une défaite. L'USM Alger a terminé la saison à la neuvième place et en surveillant le premier poste dans une compétition continentale de la Coupe d'Afrique des vainqueurs de coupe, l'USMA a atteint les quarts de finale et éliminé devant Hearts of Oak Sporting Club, en 1987, le nom du club a été à nouveau changé en Union d'Alger jusqu'en 1989, confronté à une crise financière et économique majeure, le gouvernement algérien en place en 1989 décide d'abandonner la réforme de 1977. La plupart des clubs renouent ainsi avec leurs noms d'origine où un nouveau nom change pour la dernière fois en Union sportive de la médina d'Alger (arabe : مدينة, médina) signifiant ville.
Le 5 juillet 1987, l'USM Alger fêtait ses 50 ans et l'occasion de réunir tout le monde n'a pas été saisie. Beaucoup de personnes n'ont pas participé à cette célébration. Du père fondateur Sid Ahmed Kemmat au fils sympathique comme Boualem Rahma le chanteur de Chaabi, ils ont oublié de nombreux visages qui questionnèrent les raisons pour lesquelles la fête n'était pas complète. Après cela, les résultats de l'USM Alger ont fluctué entre des hauts et des bas pendant une décennie et malgré cela et au cours de la saison 1987-1988, le club est revenu en première division avec une jeune équipe, principalement de l'équipe de réserve sous la direction de l'entraîneur et de l'ancien capitaine. Malgré le manque d'expérience, l'équipe de Djamel Keddou, a réussi à remporter la Coupe d'Algérie pour la deuxième fois après avoir gagné contre le CR Belouizdad aux tirs au but au Stade du 5-Juillet-1962. C'est la quatrième finale entre les deux équipes et la première victoire pour l'USMA après trois défaites. Après le match, Amar Kabrane a fait l'objet de vives critiques et a été accusé d'avoir délibérément gâché les tirs au but, d'autant  qu'il s'est ensuite déplacé vers l'équipe adverse. L'USM Alger garantit sa qualification pour la Coupe d'Afrique des vainqueurs de coupe pour la deuxième fois. Elle atteint les quarts de finale et après sa défaite en Algérie contre le club malgache Football Club Banky, ils ont décidé de ne pas terminer la compétition pour des raisons financières. La saison 1989-1990 tombait en deuxième division et l'USMA a terminé à la dernière place avec la ligne de défense la plus faible.
Après la chute, l'USM Alger cherchait un retour rapide en première division, mais n'y est pas parvenu. Quant à la Coupe d'Algérie, l'USMA a atteint les quarts de finale et est éliminée contre l'USM Bel Abbès. En fin de saison, le meilleur buteur du club Tarek Hadj Adlane est parti pour la JS Kabylie. L'USMA a souffert pendant cette période d'instabilité sur le plan administratif. Ainsi, le président du conseil d'administration a changé à trois reprises entre Saïd Hammo, Rachid Khelouati et Mouldi Aïssaoui alors que l'Algérie connaissait grande crise politique et économique et que le début de la décennie noire a grandement affecté l'avenir du club. Toujours au niveau des managers, on assiste à une instabilité et la position de l'entraîneur a été échangée dans un grand nombre durant cette période, y compris le Soviétique Acramov. Lors de la saison 1992-1993, le club est entraîné par quatre entraîneurs simultanément dont Saïd Allik et Aïssaoui, ce qui n'était pas arrivé dans son histoire.

### Sous la direction de Saïd Allik (1994-2010)

#### Retour dans l'élite et premier titre

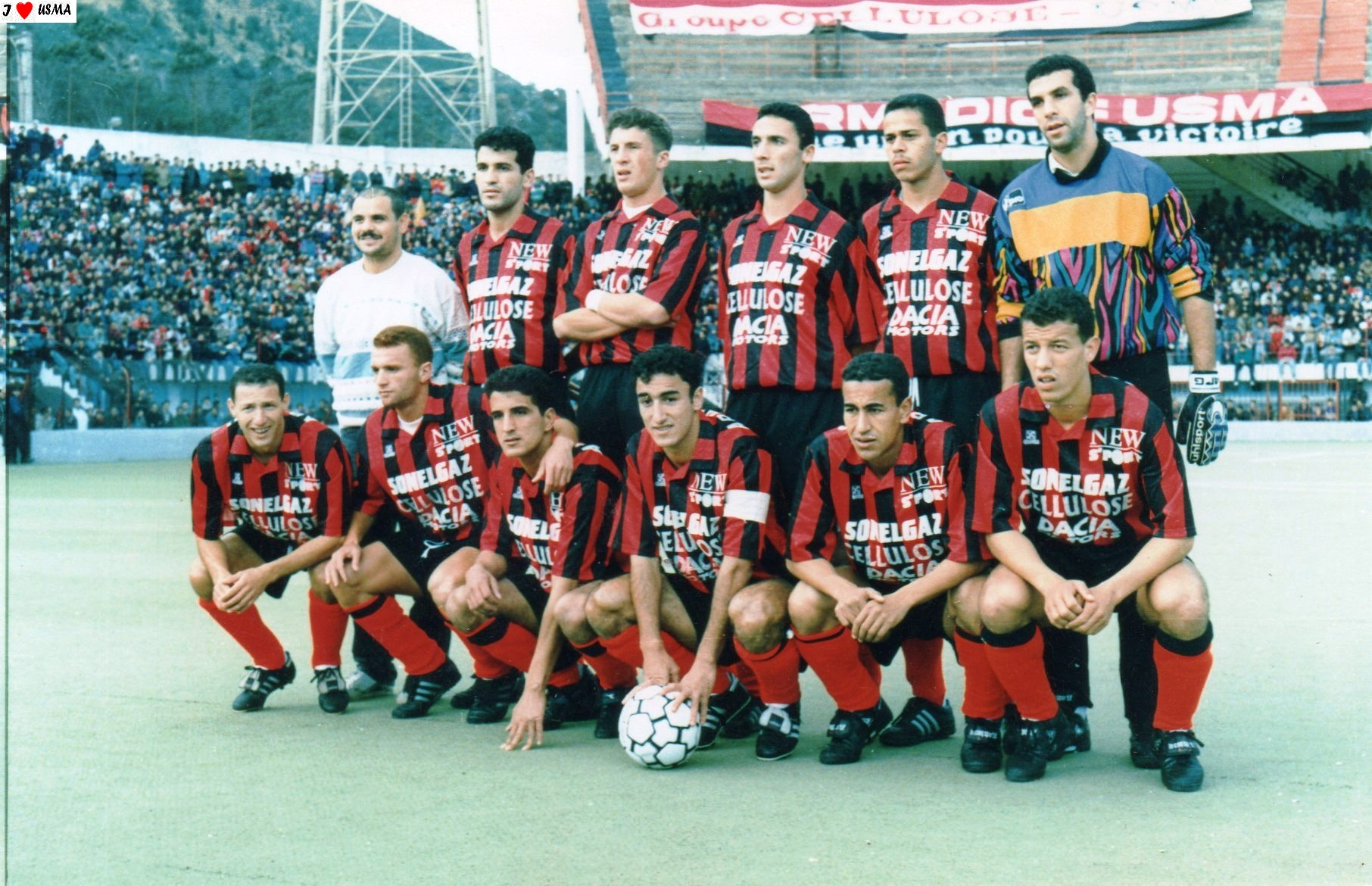
L'équipe de l'USM Alger dans les années 1990 avec De gauche à droite:
Debout: Abdelmalek Khouni - Abdelmalek Brakni - Rachid Boumrar - Fouad Smati - Laïd Belgherbi.
Accroupis Billel Dziri - Nacer Zekri - Farouk Bouhamidi - Azzedine Rahim (c) - Samir Sloukia - Mohamed Hamdoud.

En 1994, Saïd Allik, devenu président du conseil d'administration de l'USM Alger promet de ramener l'équipe en Division 1. Le 26 mai 1995, l'USM Alger gagne à l'extérieur contre le MC Ouargla et réussit le défi de revenir en Division 1. Après cinq saisons complètes sous la direction de Younes Ifticène, Allik annonce que l'USM Alger est revenu à sa place et ne retombera pas en deuxième division. Lors de la saison 1995-1996, Ifticen quitte l'USM Alger malgré la réalisation de l'objectif souligné et est remplacé par Nour Benzekri qui se retire en milieu de saison en raison de son désaccord avec Azzedine Rahim. Ce dernier a été grièvement blessé après une intervention violente de Tarek Lazizi et en raison de la gravité de la blessure, Rahim a été transféré pour se faire soigner à Salt Lake City aux États-Unis pour un long séjour. Rahim a continué souffira de sa blessure jusqu'à cla fin précoce de sa carrière.
Dans le derby algérois qui s'est joué au Stade Omar-Hamadi et après que l'USM Alger marque un but, l'arbitre assistant est blessé par des gaz de fumée, le match s'arrête pour se terminer à huis clos dans le même stade. Après cela, il est décidé que le derby algérois ne se jouerait plus dans ce stade en présence des supporters. Dès le premier tour et après une belle lutte contre le MC Oran pour le titre, l'USM Alger remporte le derby après sa victoire contre le CS Constantine au Stade Chahid-Hamlaoui, avec une différence de seulement deux points. C'est le premier en 33 ans et le deuxième en son histoire.
La saison suivante voit le retour de Tarek Hadj Adlane après cinq ans et le contrat avec le champion d'Afrique Mahieddine Meftah. De ce fait, une grande inimitié a commencé entre Allik et Mohand Chérif Hannachi. L'USM Alger n'a pas pu conserver son titretoutefois. Dans le dernier match contre le CS Constantine, contrairement à la saison précédente, le CS Constantine gagne et remporte le titre vingt-quatre ans après que Tahar Chérif El-Ouazzani a déclaré qu'ils étaient privés de deux titres de champion à cause de l'USM Alger. En Ligue des champions de la CAF 1997, l'USMA participe pour la première fois à une nouvelle édition de la compétition, où ils atteignent la phase de groupes lors du dernier match contre Primeiro de Agosto. L'USM Alger gagne avec un seul but qui n'est cependant pas suffisant pour se qualifier pour la finale, après un conflit majeur avec le club marocain du Raja Casablanca. Ce dernier qui, au même moment en Afrique du Sud, a inscrit le but de la victoire à la dernière minute et s'est qualifié pour la finale. Au cours de la saison 1997-1998, la Fédération algérienne de football change le système de ligue. L'USMA y joue dans le groupe B avec des équipes fortes telles que l'ES Sétif, la JS Kabylie. Le MC Alger réussit à se qualifier pour les 3 derniers points pour la JS Kabylie. Puis en finale contre l'USM El Harrach au Stade du 5-Juillet-1962, l'USM Alger perd le titre, après avoir avancé (2-0), 20 minutes avant la fin du match en recevant une salve de trois buts. Dans la dernière minute l'USMA obtient un penalty mais celui-ci est perdu par le défenseur Mounir Zeghdoud. Younes Ifticène est tenu pour responsable du remplacement des buteurs pour les deux buts.
En 1998, le stade Bologhine est rebaptisé Omar Hamadi, ancien dirigeant du club et révolutionnaire (il a été condamné à mort pendant la guerre d'indépendance de son pays) tragiquement tué avec ses deux fils à Bouzareah (Alger) par un groupe terroriste en 1995,. La saison suivante, l'USMA a concouru fortement pour obtenir un ticket pour la première division au dernier tour et avec une différence dans les confrontations directes avec l'ASO Chlef, elle n'a pas réussi à atteindre son objectif.

#### Vice-champion et trois trophées
De 1996 à 2001, Les Usmistes n'ont pas trop réussi en championnat. Une période de disette venait de s'imposer, ne laissant au club que le titre honorifique de vice-champion en 1997-1998 et 2000-2001. Cependant, les données sont différentes en Coupe d'Algérie, car le club a étoffé son palmarès avec trois autres Coupe d'Algérie d'abord en 1997 en huitième de finale lors d'un match qui était attendu face au CS Constantine, mais le CSC s'est retiré et n'est pas venu au stade Où ont-ils été accusés de collusion afin que l'USMA facilite sa mission lors du match de la dernière journée de la Division 1, puis la route n'a pas été facile pour atteindre la finale où affrontait le CA Batna et l'a emporté par le but de Tarek Ghoul, mais cette victoire fut sans joie à cause de ce qui s'est passé après la fin du match en pleine décennie noire Un Aïd el-Fitr, trois supporters de l'USMA qui fêtaient la Coupe d'Algérie remportée par leur équipe sont assassinés dans un faux barrage à Frais Vallon.
En 1999, contre la JS Kabylie, les deux équipes se sont rencontrées pour la première fois en finale de la Coupe d'Algérie au Stade du 5-Juillet-1962 et lors de la première finale à laquelle assistait le nouveau président du pays Abdelaziz Bouteflika et le président d'honneur du club Yacef Saâdi et terminé par la victoire de l'USM Alger avec deux buts marqués par Billel Dziri et l'ancien joueur de la JS Kabylie Tarek Hadj Adlane Pour être la quatrième Coupe de l'USMA, Avant cela en demi-finale face au MC Alger, il y avait eu une grande polémique sur la façon dont le match était joué, où il était censé se jouer à partir de deux matchs. En revanche, le ministère de la Jeunesse et des Sports a décidé de jouer les deux matchs au Stade du 5-Juillet-1962, Saïd Allik Président de l'USMA, a refusé cela en insistant pour que chaque équipe joue dans son stade et Stade du 5-Juillet-1962, il était le stade officiel du MC Alger, après quoi le ministre de la Jeunesse et des Sports Mohamed Aziz Derouaz a rejeté cette demande et a insisté pour qu'il joue au Stade du 5-Juillet-1962 pour des raisons de sécurité. Le jour du match, l'USM Alger s'est rendu au Stade Omar Hamadi et au MC Alger et les arbitres au Stade du 5-Juillet-1962. Le ministre de l'Intérieur et des Collectivités territoriales de l'époque Abdelmalek Sellal appela Allik pour trouver une solution à ce problème. Sa réponse a été qu'il y avait deux solutions, la première est que chaque équipe joue dans son stade Ou qu'elle tienne un match dans un stade neutre, et Allik propose le Stade du 19-Mai-1956 à Annaba, mais à cause de la Décennie noire et puisque les deux sont de la capitale, il a été décidé de le tenir au Stade du 5-Juillet-1962.
La troisième coupe en 2001, en Demi-finale contre la JSM Skikda au Stade 20 août 1955, le match est arrêté à la 46e minute en raison de l'envahissement du terrain par les supporters de la JSM Skikda où s'est avancé avec le but d'Azzedine Rahim, Après la pression des hautes autorités du pays, Saïd Allik a accepté la rediffusion du match, plus tard la FAF a décidé de répéter le match dans un stade neutre au Stade des Frères-Brakni et s'est soldé par une victoire 3-0. En finale face au CRB Mecheria de deuxième division qui accède pour la première fois à la finale. le seul but du match a été marqué par Hocine Achiou pour remporter le cinquième titre. Le match a failli être reporté en s'arrêtant plus de dix minutes en raison d'une panne de courant en début de première mi-temps.

#### Le premier doublé: Championnat et Coupe
En 2002-2003, c'était la meilleure saison de l'histoire de l'USM Alger et a participé à cinq compétitions. La saison d'ouverture était dans le Championnat arabe des clubs unifiés et a été éliminée en phase de groupes, dans la Coupe des vainqueurs de coupe, le rouge et noir a atteint les demi-finales, et a été éliminé contre le WAC Casablanca et ne parvient pas à remporter le premier titre continental malgré le match retour qui a eu lieu en Algérie Où l'USM Alger devait-il gagner pour se qualifier pour la finale. En Division 1, le chemin vers le titre n'a pas été facile, et la lutte a été grande avec l'USM Blida, le NA Hussein Dey et la JS Kabylie, et l'USM Alger a attendu la 28e journée pour célébrer le titre après sa victoire contre l'ASM Oran. Le 24 février 2003, lors du derby face au CR Belouizdad et dans les dernières minutes alors qu'Hichem Mezaïr se dirigeait vers le ballon. Le porteur du ballon l'a attaqué pour lui rendre la pareille, le match s'arrête et les tribunes se transforment en arène de violence entre les dirigeants et les supporters des deux clubs et malgré cela, le match s'est terminé difficilement. Réaliser la joie en Coupe d'Algérie en remportant le titre après la victoire face au CR Belouizdad après que Moncef Ouichaoui a marqué le but en or pour réaliser le doublé pour la première fois de son histoire sous la houlette d'Azzedine Aït Djoudi. À également atteint Ouichaoui meilleur buteur de la Division 1 pour la première fois un joueur de l'USM Alger avec 18 buts. Fin 2003, Amar Ammour remporte le Ballon d'or organisé par le journal El Heddaf-Le Buteur, avec une grosse différence avec son ancien coéquipier du club Issaad Bourahli et Brahim Hemdani, par la présence du ministre de la Jeunesse et des Sports Boudjemaâ Haïchour, le Président du Comité Olympique Algérien Mustapha Berraf et le Président de la Fédération algérienne de Football Mohamed Raouraoua dans sa troisième édition.

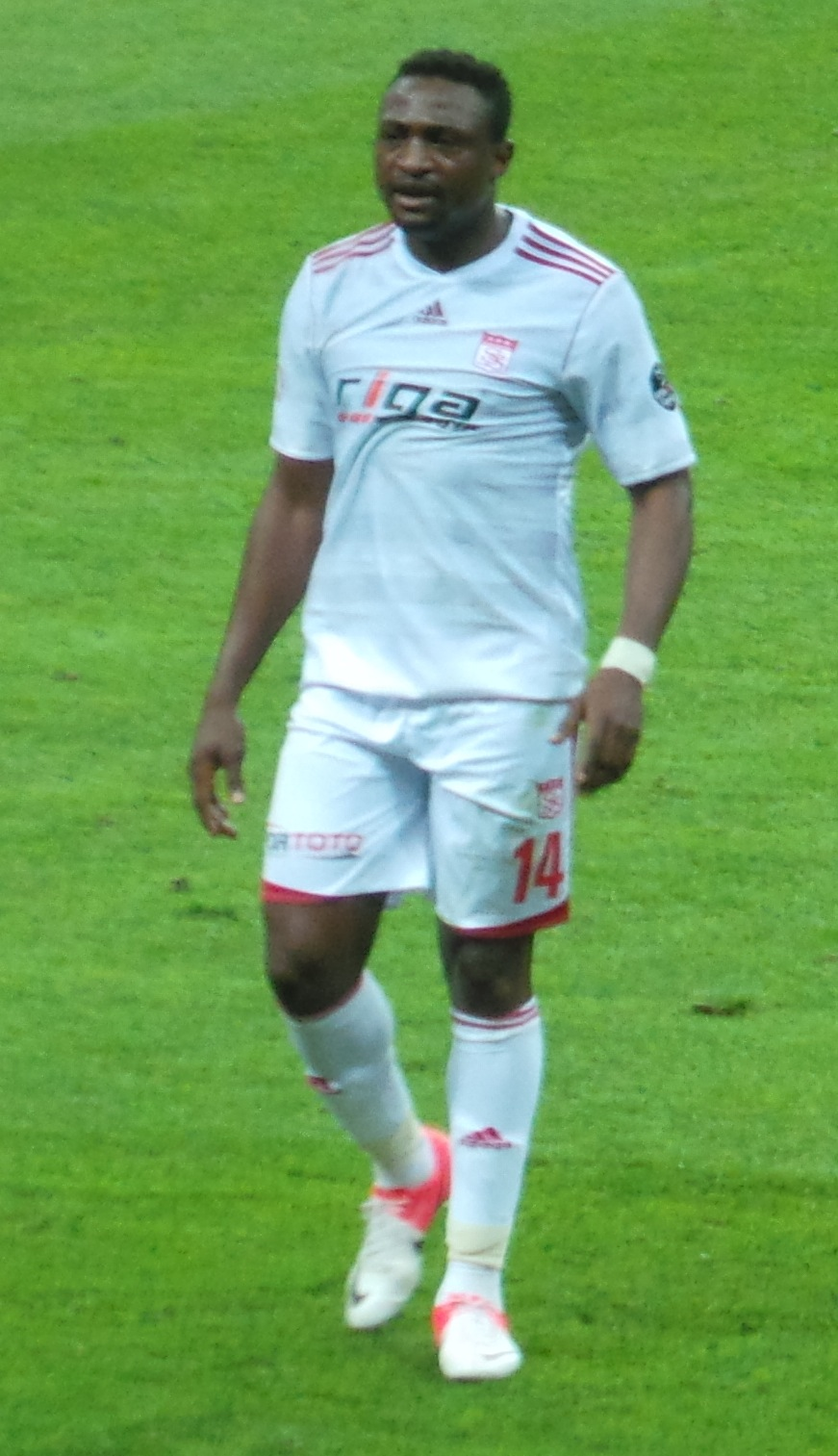
L'attaquant nigérian Michael Eneramo, joueur de l'USM Alger, à 19 ans..

La saison suivante, l'USMA s'est concentrée sur la réalisation d'une grande participation à la Ligue des champions de la CAF après six ans d'absence et a obtenu une qualification historique pour les demi-finales pour la première fois Où a affronté Enyimba et a battu 3–2 au total. lors de la prochaine édition de la même compétition, le Malien Mamadou Diallo a remporté le titre de meilleur buteur avec 10 buts pour la première fois joueur d'un club algérien Puis Diallo a déménagé au FC Nantes pour 700 000 euros. la septième Coupe d'Algérie a été remportée en 2004 contre la JS Kabylie où l'USM Alger l'a emporté aux tirs au but. Et puisque tout a une fin, 2004-2005 a été pour les Usmistes la fin d'une époque qui fait depuis longtemps rêver tous les amoureux du club. Le cinquième titre de champion a été remporté sous la houlette de Mustapha Aksouh c'est le dernier titre de Saïd Allik en tant que président. Au dernière journée, la lutte pour la survie était entre le CR Belouizdad et l'OMR El Annasser bien que l'USM Alger n'ait pas besoin de gagner, il a écrasé l'OMR El Annasser avec un quatre, tous marqués par Michael Eneramo pour être le plus jeune joueur à marquer un chapeau-tour dans l'équipe première de l'USM Alger, à 19 ans. La raison pour laquelle Al Ittihad a joué avec une telle force remonte à la saison 1993-1994 en deuxième division, lorsque la lutte pour la promotion était entre l'ASO Chlef et l'USM Alger, et lors du dernier tour, l'ASO Chlef a gagné contre l'OMR El Annasser au Stade 20 Août 1955 et l'USM Alger les accusent de faciliter leur mission, monter en Division 1 par match directe. En 2005, Billel Dziri a remporté le Ballon d'or en tant que deuxième joueur de l'USMA à l'avoir réalisé. Il a dit que j'attendais une couronne individuelle et maintenant que je l'ai, je ne peux que dire mon immense joie et que le prix était le fruit de ses efforts que Dziri a déployés pendant des années en Algérie ou à l'étranger.Le prix a été reçu de la main du champion de la Coupe du monde, l'ancienne star française Laurent Blanc également avec un message de Zinedine Zidane,.
De 2005 à 2010, la pire de la période de Saïd Allik, où le niveau de l'équipe a baissé et n'a remporté aucun titre et s'est contenté de jouer deux fois la finale de la coupe contre les rivaux traditionnels du MC Alger et a été battu dans les deux, leur première défaite finale depuis 1980,. Son niveau en Afrique a également baissé, et après cela, l'USM Alger n'a pas pu se qualifier, se contentant de participer uniquement à la Ligue des champions arabes, Al-Ittihad. La plupart de ses joueurs ont pris leur retraite par la suite. Mais, tout de même, continué à compter sur eux pendant plus d'une décennie On dit que la principale raison de cette baisse est le soutien de Saïd Allik à Ali Benflis à l'élection présidentielle contre le président Abdelaziz Bouteflika à l'époque, Au cours de la saison 2005-2006, l'USM Alger a terminé deuxième derrière le champion JS Kabylie par un seul point, avec trois points déduits lors du match contre la JS Kabylie à Tizi Ouzou et après la fin de la première mi-temps, la JS Kabylie a avancé avec un seul but. L'USM Alger a refusé de boucler la deuxième mi-temps sous prétexte d'attaquer les joueurs de l'équipe, dont Billel Dziri, qui a déclaré avoir été poignardé avec une arme blanche. il s'est avéré que ce qui ressemblait à du sang n'était rien d'autre Merbromine. Durant cette période, le club signe plusieurs entraîneurs dont deux étrangers René Lobello et Oscar Fulloné,, et Ils n'ont pas réalisé ce qu'on attendait d'eux. Avec la fin de la saison 2009-2010, le capitaine de l'équipe Billel Dziri a décidé de mettre un terme à sa carrière de footballeur, qui a duré plus de 20 ans, dont la plupart ont été passés à l'USM Alger et son dernier match était contre son ancien club NA Hussein Dey. Ainsi, dit "oui, je le confirme, car j'ai atteint l'âge de 38 ans et quatre mois, qui est l'âge qui me pousse à prendre ma retraite, car c'est le bon moment pour moi, même si je suis sûr que je peux jouer pendant au moins un ou encore deux saisons".

### Propriété de Haddad (2010–2020)

#### Époque du football professionnel & Dream Team
Il a été décidé par la Ligue de football professionnel et la Fédération algérienne de football de professionnaliser le championnat algérien de football, à partir de la saison 2010-2011 Ainsi tous les clubs de football algériens qui bénéficiaient jusqu'alors du statut de club semi-professionnel, acquerront le statut professionnel rendez-vous cette saison. le président de la Fédération algérienne de football, Mohamed Raouraoua, s'exprime depuis son investiture comme président de la fédération en professionnalisme, promettant un nouveau mode de management basé sur la rigueur et le sérieux, d'autant plus que le football a touché le fond ces dernières saisons, en raison à la gestion catastrophique des clubs qui ne pouvaient y aller Et accusaient un retard par rapport aux clubs des pays voisins qui ont fait des progrès extraordinaires, devenant des clubs professionnels à part entière, ce qui leur permettra d'agrandir leur continent africain. Le 4 août 2010, l'USM Alger est devenu public en conjonction avec la professionnalisation de la ligue nationale. L'homme d'affaires algérien Ali Haddad est devenu l'actionnaire majoritaire après avoir investi 700 millions de dinars algériens pour acheter une participation de 83% dans le club afin de devenir le premier club professionnel en Algérie,. Le 27 octobre 2010, Haddad a remplacé Saïd Allik en tant que président et propriétaire du club. Allik était le président du club depuis 18 ans.

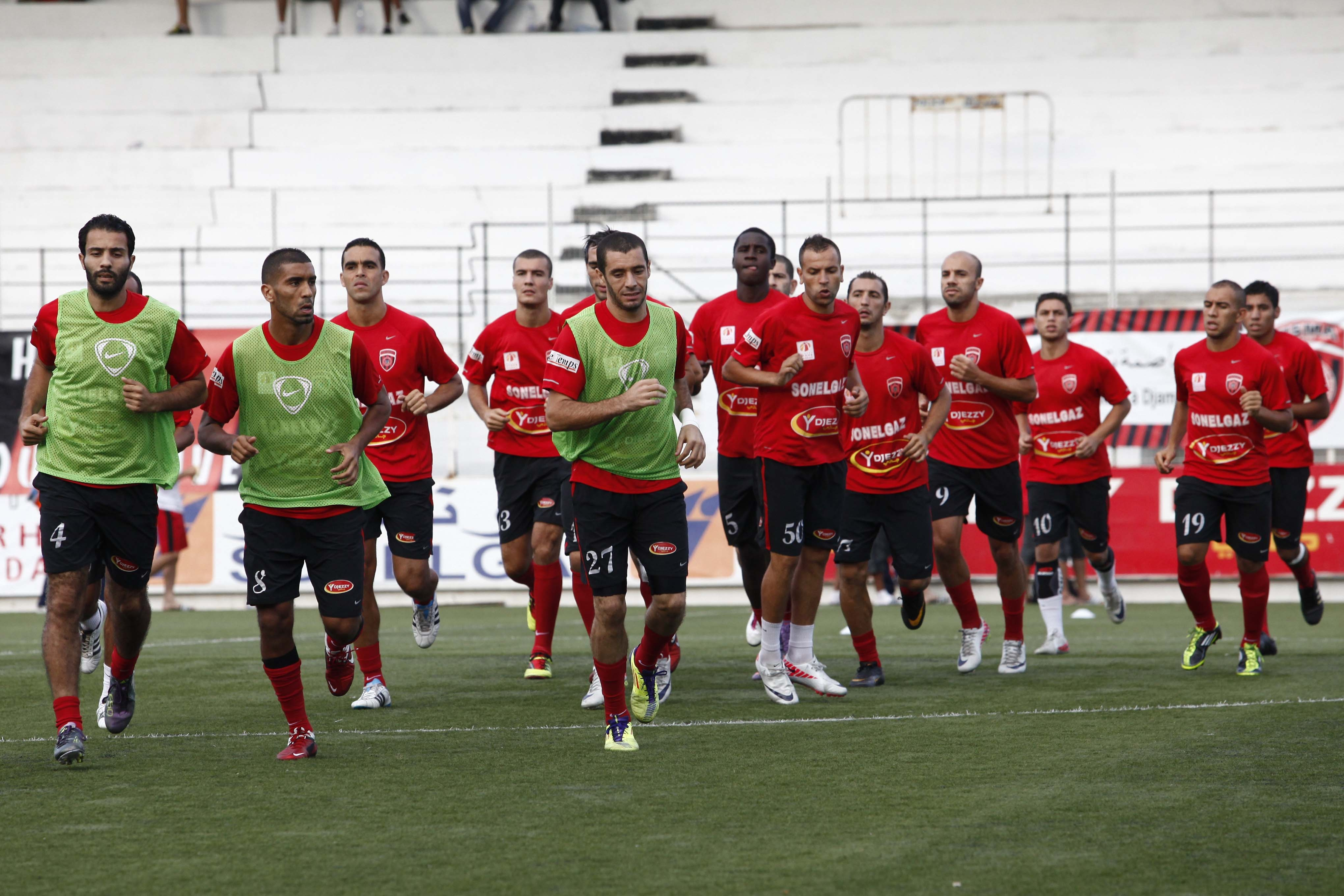
USM Alger Dream Team à l'entraînement saison 2011-2012.

La première saison de football professionnel en Algérie a été difficile pour l'USM Alger voire la pire depuis la saison 1999-2000. Noureddine Saâdi est démis de ses fonctions pour être remplacé par le Français Hervé Renard avec une clause dans son contrat lui permettant de partir s'il est sollicité par une sélection nationale. Al-Ittihad a beaucoup souffert et n'a remporté aucune victoire pendant près de 5 mois. et a attendu le dernier tour pour assurer sa survie après la victoire contre l'USM Annaba. Lors de la saison suivante, le mercato estival de l'USMA a conclu de grosses transactions qui ont atteint quinze des meilleurs joueurs dont quatre de l'ES Sétif. Le club s'est également débarrassé de deux des joueurs les plus âgés du club, Hocine Achiou et Karim Ghazi après que l'entraîneur ait refusé de rester,. Le 28 juillet 2011, l'USM Alger a signé un contrat avec la marque américaine Nike pour une durée indéterminée. ce qui a pour effet de modifier grandement la colonne vertébrale de l'équipe, l'USM Alger est alors rapidement surnommée la Dream Team par les médias algériens, notamment les journaux,.
Le 29 avril 2011, Ali Haddad a été nommé Mouldi Aïssaoui au poste de directeur général de l'USM Alger. Moins d'un an après sa prise de fonction Le 28 février 2012, Aïssaoui annonce sa démission de son poste à la société sportive et commerciale (SSPA), accusant certains acteurs du club de « comploter » contre lui. Aïssaoui a déclaré "J'ai eu une discussion franche avec le président de l'USMA Haddad, au cours de laquelle je l'ai informé de ma décision de quitter mon poste. Il voulait certainement me dissuader, mais je lui ai fait comprendre que cette décision était irrévocable". En Ligue 1 saison 2011-2012, l'USM Alger a concouru pour le titre jusqu'aux dernières journées. le 14 avril 2012, lors d'un match contre le MC Saïda au Stade 13 avril 1958 Où avaient-ils besoin de la victoire pour éviter la relégation en Ligue Professionnelle 2 et à la dernière minute Nouri Ouznadji a marqué l'égalisation. après la fin du match, alors qu'ils se rendaient aux vestiaires, les joueurs de l'USM Alger ont été agressés par des inconnus, dont le plus dangereux a été l'agression qu'Abdelkader Laïfaoui a subi avec un couteau qui a failli le tuer et en raison de ses blessures, il a reçu des points de suture et passer la nuit à l'hôpital. puis a décidé l'USM Alger de lever les poursuites contre des inconnus, a également décidé de ne pas jouer à Saïda pendant cinq ans.
Le 12 mai 2012, lors d'un match contre la JSM Béjaïa à Bologhine et après un grand drame, la rencontre a vu les joueurs de la JSM Béjaïa applaudir l'arbitre Farouk Houasnia après avoir prononcé trois penaltys pour l'USM Alger, ce qu'ils considéraient comme une tentative de leur porter secours. d'autant que la victoire les rapproche du titre. Cela s'est terminé par une défaite 4–3 qui était la raison de sa perte. Avec la fin de la saison après six ans d'absence, l'USM Alger est revenu aux compétitions continentales depuis, la porte de la Coupe de la Confédération. L'USMA a également été invitée par l'Union des associations arabes de football à disputer la Coupe de l'UAFA dans sa nouvelle version. Mohamed « Hamia » Boualem joueur qu'on attendait beaucoup au vu de son talent et d'un grand avenir, Près de trois ans après avoir joué pour la dernière fois à l'USMA, Boualem vient de mettre un terme à sa courte carrière de footballeur. Boualem avait fait sa dernière apparition sous les couleurs Rouge et Noir un après-midi de mars 2012. C'était le 24, lors du match qui l'avait opposé au CS Constantine. Boualem avait été remplacé à la 76e minute de jeu et n'avait plus rejoué. Comble du malheur, avec les multiples maux qu'il a fréquemment connus, le talentueux usmiste s'est grièvement blessé lors d'une séance d'entraînement.

#### Retour aux honneurs

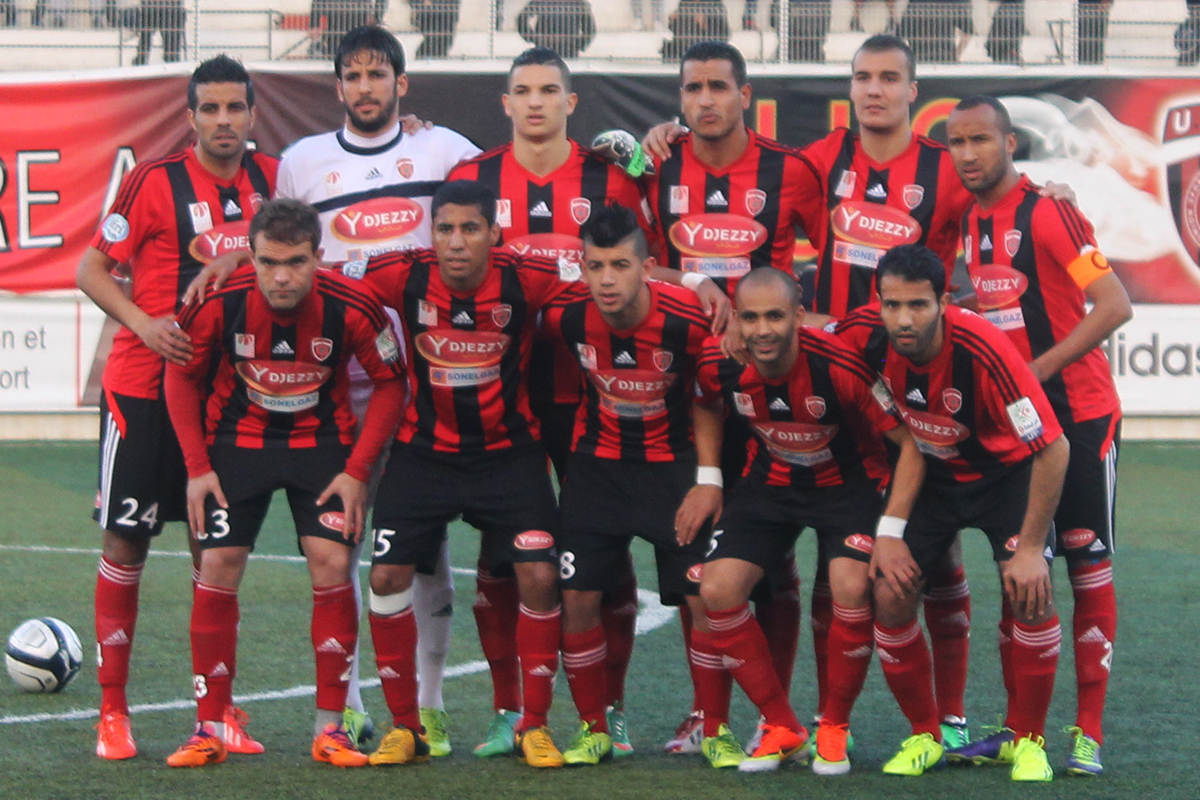
L'équipe de l'USM Alger dans les années 2010.

Au cours de la saison 2012-2013, dirigé par l'entraîneur argentin Miguel Angel Gamondi. Le départ a été mauvais trois défaites, deux victoires et un match nul, au sixième journée contre l'ES Sétif et après la défaite, Gamondi a été limogé de son poste et remplacé par l'ancien entraîneur de l'Olympique de Marseille Rolland Courbis comme nouvel entraîneur. qui a donné un bon départ et une fin de match aller avec six victoires, deux nuls et une défaite, le match retour en Ligue Professionnelle 1 n'a pas été un bon départ, et il était clair que gagner la première ligue professionnelle algérienne était très Difficile, le début de l'équipe se concentrant sur la Coupe d'Algérie et la Coupe arabe des clubs champions, où elle était initialement en Coupe d'Algérie en demi-finale face au MC Oran. L'USMA a atteint l'objectif le plus important grâce à Noureddine Daham. pour atteindre l'équipe la finale pour la dix-septième fois de l'histoire et la première en six ans. En Arab Club Champions Cup, la route était facile mais en demi-finale contre Ismaily SC, ce fut une rencontre difficile qui s'est terminée par une séance de tirs au but pour que l'USMA atteigne la finale pour la première fois de son histoire, mais dans la Confédération Cup, le club ne s'en est pas fixé comme objectif majeur et a été exclu du Huitièmes de finale après sa défaite face à l'US Bitam. Le 21 septembre 2013, deux supporters de l'USM Alger sont décédés alors qu'ils assistaient au match contre le MC Alger, après l'effondrement d'une partie du Stade du 5 juillet 1962. La mort des supporters Azeeb Sufyan et Saif al-Din Darhoum, et les blessures de plusieurs centaines d'autres, a gâché la joie de gagner les Darby supporters de l'USM Alger. Le drame s'est produit dix minutes après la fin du match.
Lors de la finale de la Coupe d'Algérie contre le voisin MC Alger dans le Derby algérois pour la cinquième fois de l'histoire. L'USM Alger les a battus avec un but marqué par Mokhtar Benmoussa. L'USMA a remporté son huitième titre. C'était aussi la première fois qu'Al Ittihad gagnait contre le Mouloudia en finale après quatre défaites auparavant. Après la fin du match et alors qu'il se dirigeait vers les médailles, le MC Alger a refusé de monter pour protester contre la performance de l'arbitre Djamel Haimoudi. Deux semaines plus tard, l'USMA a remporté son premier titre en Coupe des champions des clubs arabes après avoir battu le club Al Arabi du Koweït 3–2 au total lors de la finale de la Coupe de l'UAFA 2012-2013. Le match a vu la présence d'un certain nombre de responsables de l'État dirigés par le Premier ministre Abdelmalek Sellal qui a remis la coupe au capitaine Mohamed Rabie Meftah. Le 21 septembre 2013, deux supporters de l'USM Alger sont décédés alors qu'ils assistaient au match contre le MC Alger, après l'effondrement d'une partie du Stade du 5-Juillet-1962. La mort des supporters Azeeb Sufyan et Saif al-Din Darhoum, et les blessures de plusieurs centaines d'autres, a gâché la joie de gagner les Darby supporters de l'USM Alger. Le drame s'est produit dix minutes après la fin du match,. Lors de la saison 2013-2014 et après avoir remporté la Coupe d'Algérie et la Coupe arabe des clubs champions la saison dernière, l'objectif de cette saison est le titre de Ligue 1 manqué neuf ans auparavant. Le départ n'a pas été bon dans les huit premières journées et n'a remporté que trois matchs, et après la victoire sur le CRB Aïn Fakroun au dixième journée, Courbis a démissionné sous la pression. Cependant, l'une des raisons de son départ était de retourner en France pour entraîner son ancien club de Montpellier,. et il a été remplacé par Hubert Velud. championne de la saison dernière avec l'ES Sétif, le début a été plus que merveilleux. En effet, l'équipe n'a perdu aucun match jusqu'à la fin de la saison, seize victoires dont huit consécutives pour remporter facilement le championnat, quatorze points derrière la deuxième JS Kabylie pour la première fois depuis la saison 2004-2005 et le premier dans l'ère du professionnalisme. est également revenu en Ligue des champions de la CAF pour la première fois depuis 2007, l'USM Alger à la mi-saison est revenu après sept ans d'absence, ils ont remporté le titre de Supercoupe contre les champions de Ligue 1 2012-2013, l'ES Sétif pour la première fois.
Le 21 décembre 2013, en Coupe d'Algérie l'USM Alger a été éliminé aux mains de la JS Kabylie, première défaite face à eux dans cette compétition et titre perdu remporté la saison dernière, Pour terminer la saison avec deux titres comme la saison dernière, le début de là La saison 2014-15 n'a pas été bonne où l'USM Alger a été battu en ouverture de la saison contre le MC Alger en Supercoupe. Après la fin du match, l'arbitre assistant Mounir Bitam a enlevé son maillot pour protester contre la corruption dans le fil de l'arbitrage et les a accusés de faire pression sur lui pour faciliter la tâche du Mouloudia, puis a présenté ses excuses à toute l'administration et aux supporters de l'USM Alger. après le morceau et dans la défense du titre de champion, le voyage n'était initialement pas bon, Le 23 août 2014, il a vu le Derby kabylo-algérois où il s'est soldé par une victoire 2-1 et le but de Youcef Belaïli dans les dernières minutes, Mais après la fin de match et alors que les joueurs se rendaient aux vestiaires, le joueur de la JS Kabylie Albert Ebossé Bodjongo a été atteint à la tête par un projectile lancé par un inconnu alors que les équipes quittaient le terrain, Bodjongo est décédé quelques heures plus tard à l'hôpital d'une lésion Traumatisme crânien. Il était âgé de 24 ans. Après une série de résultats fluctuants et de 15 matches qu'il a remportés en seulement cinq, l'USM Alger a décidé d'écarter le Velud, même si sa carrière a été couronnée de succès au cours de laquelle il a remporté deux titres en un an et demi. Il a été remplacé par le manager allemand Otto Pfister. Mais le bilan n'a pas été bon, huit rencontres sans victoire avec l'élimination en Coupe d'Algérie face à l'ASO Chlef. dernier espoir de terminer la saison au moins avec un titre, moins de trois mois après que le nommé Pfister a été limogé en tant qu'entraîneur de l'USM Alger. pour reprendre temporairement tout Zeghdoud et Meftah jusqu'à la fin de la saison, l'équipe doit assurer sa survie aux dernières journées après sa victoire contre l'ASO Chlef.

#### Finale de la Ligue des champions pour la première fois
Été 2015, Miloud Hamdi est officiellement entraîneur de l'USMA pendant trois saisons. Même si l'ambition n'était pas grande, Hamdi les a menés à la gloire en Ligue des champions, où l'USM Alger a terminé la phase de groupes à la première place, pour affronter en demi-finale Al Hilal réalisant la surprise en le battant au Soudan, et satisfait d'un match nul. à Bologhine pour se qualifier pour la première fois de son histoire à la finale d'une compétition continentale. où ils ont affronté le TP Mazembe mais ont été vaincus dans les deux sens, 4-1 au total. Il y a eu beaucoup de polémique sur le stade accueillant la finale entre le Stade du 5-Juillet-1962 et le Stade Omar-Hamadi. Les dirigeants, le staff technique et les joueurs ont préféré la deuxième option, ce qui n'a pas plu aux supporters, car il est petit et il n'est pas suffisant pour les fans d'autant plus qu'il s'agit d'une finale historique et avec du gazon artificiel. Youcef Belaïli est suspendu par la Confédération africaine de football pour 2 ans pour avoir été contrôlé positif à la Cocaïne lors d'un contrôle antidopage effectué lors du match contre le MC El Eulma le 7 août 2015, comptant pour la Ligue des champions de la CAF. Il reconnaît les faits, Bellaili est contrôlé une deuxième fois positif au dopage après avoir consommé un produit prohibé (Cocaïne), lors du match de son équipe contre le CS Constantine comptant pour le cinquième journée de la Ligue Professionnelle 1, disputé le 19 septembre 2015, à Constantine. Une suspension de quatre ans lui est infligée, son contrat avec l'USM Alger est résilié dans la foulée. En revanche, en championnat, il remporte le titre pour la septième fois de son histoire et le deuxième de l'ère professionnelle. L'USM Alger a réalisé un très bon départ et n'a pas été battu en dix-sept rencontres consécutives, dont sept victoires consécutives, et dans la deuxième étape, le niveau du club a diminué de manière limitée, notamment avec sa fin et sa défaite contre le RC Relizane et la JS Saoura alors à égalité. lui dans le Derby algérois. Où les joueurs ont-ils fait face à de vives critiques, d'autant que les supporters voulaient fêter le titre contre le traditionnel adversaire, au 27e journée et après avoir remporté contre l'ASM Oran parmi les coéquipiers du capitaine Nacereddine Khoualed le titre, et au 29e journée les joueurs célébrés, les managers, les équipiers techniques et les supporters du championnat bouclier.

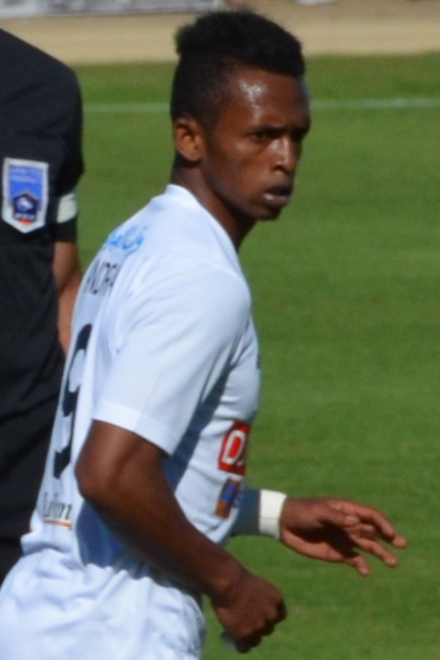
Carolus Andriamatsinoro joueur de l'USM Alger.

Champion d'Algérie pour la septième fois la saison dernière, c'est un « new look » de l'USM Alger qui défendra son titre, Puis en finale de la Supercoupe, emmené par l'entraîneur par intérim Mustapha Aksouh décroche le titre après avoir battu son rival de la ville le MC Alger, Avec son nouveau l'entraîneur Paul Put dans les tribunes. Le 5 novembre, lors de la première rencontre de Put a été battu dans le derby contre l'USM El Harrach après quoi l'USM Alger n'a pas obtenu de résultats positifs à l'extérieur avec la fin du match aller où l'équipe sans victoire à l'extérieur d'Alger, l'USM Alger a perdu l'occasion de défendre leur titre la saison dernière et en 28e journée. Malgré leur large victoire contre l'USM Bel-Abbès, ils ont officiellement perdu le titre après la victoire de l'ES Sétif contre le MO Béjaïa. le dernier match de la Ligue Professionnelle 1 était contre la JS Saoura et s'est terminé par une large victoire pour eux et Oussama Darfalou a inscrit le premier triplé de l'USM Alger depuis trois ans et demi pour terminer la saison à la troisième place, le match a vu le retour du capitaine Khoualed après une absence de sept mois sur blessure. Lors de la phase de groupes de la Ligue des champions de la CAF, lors de la dernière journée contre CAPS United et plus de 50 000 spectateurs, l'équipe devait gagner pour s'assurer la tête et avait une lourde avance de 4-1,. puis, à la 80e minute, le stade a connu une belle ambiance dans les tribunes pour fêter les 80 ans de la fondation de l'équipe en présence d'anciennes stars de l'équipe qu'ils sont, Bengana, Mansouri, Abdouche, Mouassi, Lalili, Hadj Adlane, Ghoul, Achiou, Dziri, Rahim, et dont l'ancien entraîneur Noureddine Saâdi, l'ancien président Saïd Allik et les dirigeants du Front de libération nationale algérien pendant la guerre d'indépendance algérienne, Yacef Saâdi qui est en même temps l'ancien président du club. la joie a été complétée par la qualification pour les quarts de finale.
En demi-finale face au WAC Casablanca voisin, elle s'est déroulée dans une ambiance fraternelle, d'autant plus que toutes deux ont été fondées la même année 1937, et malgré les relations diplomatiques tendues entre les deux pays mais les supporters des deux équipes été à l'heure. Les supporters du Wydad ont reçu en Algérie des billets gratuits pour le stade et la même chose a été faite par le WAC Casablanca lors du match retour. Puis l'USM Alger revient à la compétition en Ligue 1 et lors du premier match contre les joueurs de l'USM El Harrach et l'entraîneur a été victime d'injures et de jaunissements de la part des supporters et en deuxième période les joueurs ont refusé de revenir à cause de la réprimande de leurs mères, mais ont été persuadés pour terminer le match malgré la victoire, les joueurs sont à nouveau passés sous le sifflet puis lors du derby contre le CR Belouizdad, l'équipe a réussi à remporter une belle victoire 4-0. mais dans le match contre le leader CS Constantine et à domicile perdu 2-1 après la défaite, la différence devient 12 points avec trois matchs reportés à annoncer après la fin du match, l'entraîneur Paul Put pour sa démission a dit qu'il a pris toute la responsabilité des revers et a déclaré qu'il avait un grand honneur de travailler avec l'équipe, car il a expliqué que les joueurs d'aujourd'hui (Veux dire contre CS Constantine) n'avaient pas mis les pieds dans le sol et d'autres choses.

#### Sous la direction de Abdelhakim Serrar
Juste un jour après la démission de Paul Put, l'administration de l'USM Alger a contracté avec l'entraîneur franco-algérien Miloud Hamdi jusqu'à la fin de la saison et avait déjà entraîné l'équipe en 2015-2016 et l'a conduit à remporter la Ligue 1 et à la finale de la Ligue des champions de la CAF. Le début a été très bon pour le nouvel entraîneur où, au cours des sept derniers matchs de la première phase, il en a remporté quatre, dont trois à l'extérieur du domicile et a fait match nul en deux et a été perdu en un match, mais avec le début de la deuxième phase, il a donné de mauvais résultats. encore une fois, surtout à l'intérieur du domicile et le nombre de points perdus par l'USM Alger dans son stade jusqu'à la 21e journée, 18 points à perdre l'opportunité de concourir pour le titre après que l'écart est devenu de dix points du leader pour émouvoir les yeux de l'équipe vers la coupe d'Algérie, mais a mis fin à l'expérience en huitième de finale pour sortir pour la deuxième saison sans titre, Immédiatement après le Derby algérois et match nul 2–2. le 28 février 2018, Ali Haddad a changé son frère Rabouh d'un poste de directeur général par l'ancien joueur international et ancien président de l'ES Sétif Abdelhakim Serrar. Après la perte du derby contre le CR Belouizdad, le nouveau directeur général a décidé, après s'être entendu avec l'entraîneur Hamdi, de mettre fin à son travail avec l'équipe à la fin de la saison. le 3 avril, Serrar a déménagé au Maroc et a convenu avec Baddou Zaki d'être le nouvel entraîneur à partir de la saison prochaine. Cependant, le 12 avril, Zaki a déclaré qu'il n'entraînerait pas l'USM Alger en raison d'un désaccord sur certains termes du contrat. À la fin de la saison, Oussama Darfalou a été sacré meilleur buteur de la ligue 1 avec 18 buts alors que le deuxième joueur de l'USM Alger obtient ce prix après le premier en 2003. Le 4 avril 2018, le gardien de l'équipe réserve (U21) Abderrahmane Bouyermane est décédé des suites d'un Arrêt cardiaque, a annoncé sur son site officiel. Le joueur de 20 ans s'est soudainement effondré sur le terrain alors qu'il s'échauffait pour l'entraînement.
Avec la fin de la saison, l'équipe a commencé à chercher un nouvel entraîneur et l'équipe a vu le départ de nombreux joueurs, notamment Ayoub Abdellaoui, qui a rejoint le club suisse du FC Sion. et l'attaquant Oussama Darfalou, qui a rejoint le club néerlandais Vitesse Arnhem. enfin, après un mois de recherche, l'équipe a engagé le technicien français Thierry Froger pour être le nouvel entraîneur. Cette saison, l'USM Alger s'affronte sur quatre fronts. Le premier objectif était de remporter la Coupe de la Confédération, mais ils ont été éliminés en quart de finale contre le club égyptien d'Al-Masry. La Confédération africaine de football a imposé au club de choisir entre le Stade Omar-Oucief, le Stade Ahmed-Zabana à Oran, le Stade du 8-Mai-1945 à Sétif ainsi que le Stade Chahid-Hamlaoui à Constantine face au refus du Stade Omar-Hamadi, le choix de la direction s'est rendue à Sétif pour plusieurs raisons, dont la proximité de la ville avec Alger, qui permettra aux supporters de pouvoir se déplacer en masse, d'autant plus qu'une grande relation de fraternité anime les galeries Usmiste et Sétifienne qui se sont toujours soutenues à l'international compétitions,. Ensuite, dans la Coupe arabe des clubs champions, il y avait l'ambition de gagner, surtout que la valeur des prix financiers dépasse les 15 millions de dollars. Plus que la Ligue des champions de la CAF. Pourtant, la marche des Rouges et des Noirs s'est arrêtée au deuxième tour contre les Soudanais d'Al Merreikh 4–3 au total. Avant cela lors d'un match contre Al-Qowa Al-Jawiya au Stade Omar-Hamadi et à la 70e minute du retrait des joueurs d'Al-Quwa Al-Jawiya pour protester contre les chants offensants des spectateurs. Après avoir mentionné le nom de l'ancien président Saddam Hussein et des slogans anti-Chiisme provoquant la colère de Bagdad, le ministère irakien des Affaires étrangères a convoqué l'ambassadeur d'Algérie à Bagdad pour des "chants sectaires" tenus par des supporters algériens Ahmed Mahjoub, porte-parole des affaires étrangères irakiennes, a déclaré que Bagdad avait exprimé "l'indignation du gouvernement et du peuple irakiens... face à la glorification du visage horrible du régime dictatorial meurtrier de Saddam Hussein", qui a été renversé en 2003 lors de l'Invasion de l'Irak par les États-Unis. plus tard, le directeur général Abdelhakim Serrar a déclaré que les inquiétudes des supporters dérangeaient l'équipe irakienne, je présente mes excuses. Le gardien et capitaine Mohamed Lamine Zemmamouche a également présenté ses excuses à la délégation irakienne pour le comportement des supporters.
Alors déplacé l'attention de l'USM Alger vers la Ligue 1, Leader au classement, l'USMA assure dans le même temps terminé premier à l'issue de la première phase du championnat Suivie par la JS Kabylie. après le déclenchement des manifestations en Algérie et l'arrestation du propriétaire du club Ali Haddad pour corruption. a affecté les résultats de l'USM Alger où il a été battu lors de trois matchs consécutifs, tous les matchs des Darby contre le Paradou AC, le MC Alger et le CR Belouizdad pour réduire l'écart à un point par rapport au deuxième quatre matchs avant la fin de la saison. Le 30 avril 2019, le conseil d'administration de la SSPA USMA s'est réuni et a constaté la vacance du poste de président de la société depuis l'incarcération d'Ali Haddad il y a près d'un mois. C'est Boualem Chendri qui a été élu à l'unanimité pour lui succéder tandis que l'ETRHB Haddad reste l'actionnaire majoritaire du club. Le 26 mai 2019, Et après la victoire à l'extérieur contre le CS Constantine 3-1 a remporté le huitième titre de Ligue 1, un point derrière la JS Kabylie. immédiatement après la fin du match, Serrar a annoncé sa démission de son poste.

#### Fin de règne pour Haddad
Le 2 juin 2019, c'est officiel, la famille Haddad cède sa participation de 92% dans SSPA USMA. C'est le chargé de communication du club, Amine Tirmane, qui l'a annoncé sur la télévision Echorouk TV. les raisons qui les ont poussés à prendre cette décision sont l'emprisonnement du propriétaire du club Ali Haddad et également le gel de tous les comptes financiers du club. Le 10 juin 2019, plusieurs personnalités sportives et anciens dirigeants liés à l'USM Alger ont mis en place un comité de secours pour apporter des solutions aux nombreux problèmes auxquels est confronté le club d'Alger. De nombreux anciens du club ont également répondu à l'appel, ils étaient plus d'une vingtaine Tarek Hadj Adlane, Karim Ghazi, Hocine Achiou et Hocine Metref Aussi, la famille Haddad cherche à vendre ses parts dans l'SSPA. Le 24 juin 2019, l'USM Alger a signé avec Billel Dziri pour être le nouvel entraîneur, l'ancienne star de l'USM Alger lui a donné le pouvoir de choisir le personnel pour travailler avec eux. Le 4 août 2019, Al-Hayat Petroleum Company a décidé de payer les frais de voyage au Niger afin de jouer le tour préliminaire de la Ligue des champions de la CAF, la même société qui veut acheter la majorité des actions du club. Le 4 septembre 2019, les joueurs de l'USM Alger ont décidé de se mettre en grève pour protester contre une situation financière difficile. Ils ont souligné que cette décision n'avait rien à voir avec l'administration, les supporters ou le club lui-même. C'est un mouvement de protestation contre l'État de l'USM Alger et le retard pris dans la résolution de la crise. Pour rappel, les joueurs de l'USM Alger n'ont plus touché leur salaire depuis 6 mois, alors que les nouveaux n'ont touché aucun salaire depuis leur arrivée au club.

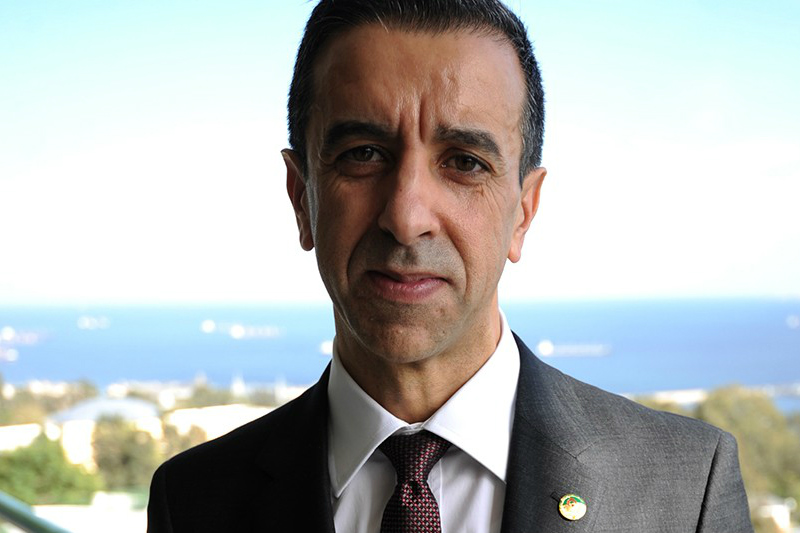
L'homme d'affaires algérien Ali Haddad propriétaire et président du club USM Alger de 2010 à 2019.

Le 13 octobre 2019, les joueurs ont décidé de boycotter les entraînements et les matches officiels, car ils n'ont pas été payés depuis cinq mois, deux jours après que le chargé de communication du club Amine Tirmane a présenté sa démission sur la chaîne Dzaïr. Un jour plus tard, un fan a payé le montant de 500 000 dinars par joueur en récompense contre Gor Mahia et l'AS Aïn M'lila. Les joueurs ont alors décidé de reprendre l'entraînement et de disputer le match du CA Bordj Bou Arreridj le 23 octobre. Après une manifestation devant le siège du ministère de la Jeunesse et des Sports contre la situation difficile, le ministre Raouf Salim Bernaoui a déclaré aux supporters du club qu'ils doivent être patients. Le 19 octobre 2019, près de 5 000 supporters de l'USM Alger se sont rendus au siège de la Wilaya d'Alger pour protester contre la situation financière difficile du club et le libérer de la société ETRHB Haddad. Un jour après, Mounir D'bichi a déclaré à France 24 qu'Al-Hayat Petroleum est une filiale de l'ETRHB Haddad qui a également précisé que les dettes de l'équipe s'élèvent à 1 milliard de dinars soit environ 8 millions d'euros. D'bichi a déclaré que l'ETRHB Haddad avait fourni 400 milliards de centimes depuis son arrivée soit environ 23 millions d'euros.
Le 22 octobre 2019, Oussama Chita a repris l'entraînement avec ses coéquipiers après une longue absence en raison d'une grave blessure contractée par l'international algérien la saison dernière au niveau du genou. Le 29 octobre 2019, les dirigeants de l'USM Alger ont annoncé dans un communiqué que le contrat de sponsoring avec Kia Al Djazair serait résilié à l'amiable et que le club recouvrerait toutes les dettes impayées qui sont évaluées à près de 20 milliards de centimes (1,4 million €). De plus, le contrat avec l'Ifri ne sera pas renouvelé non plus sur décision de l'entreprise. Le 5 novembre, l'administration de l'USM Alger a signé un contrat Sponsor avec Groupe SERPORT spécialisé dans les services portuaires pour 16 milliards de centimes soit environ 1,2 million d'euros. L'administration de l'USM Alger, pour retrouver son droit dans l'affaire Derby algérois, a fait appel de la décision arbitrale rendue par le Tribunal algérien pour le règlement des litiges sportifs dans l'affaire no 92/19 opposant l'Union sportive de la médina d'Alger à la Fédération algérienne de football et Ligue de football professionnel. Il s'agissait du récépissé du récépissé du Tribunal arbitral du sport de Lausanne le 8 janvier 2020 et l'équipe a payé les frais d'enregistrement du dossier d'un montant de 1 000 € le matin du 9 janvier 2020. Lors de la rencontre de la phase de groupes de la Ligue des champions de la CAF, le capitaine du Wydad Casablanca, Brahim Nekkach, a offert un cadeau spécial à Zemmamouche, qui était un document datant de 77 ans, qui est une lettre que l'Union Sportive Musulmane Algéroise avait adressée au Wydad Casablanca en 1943, l'invitant à participer à un tournoi amical en Algérie et l'affronter.

#### Le slogan de l'USM Alger et le complot du ministre de la justice & Ali Haddad

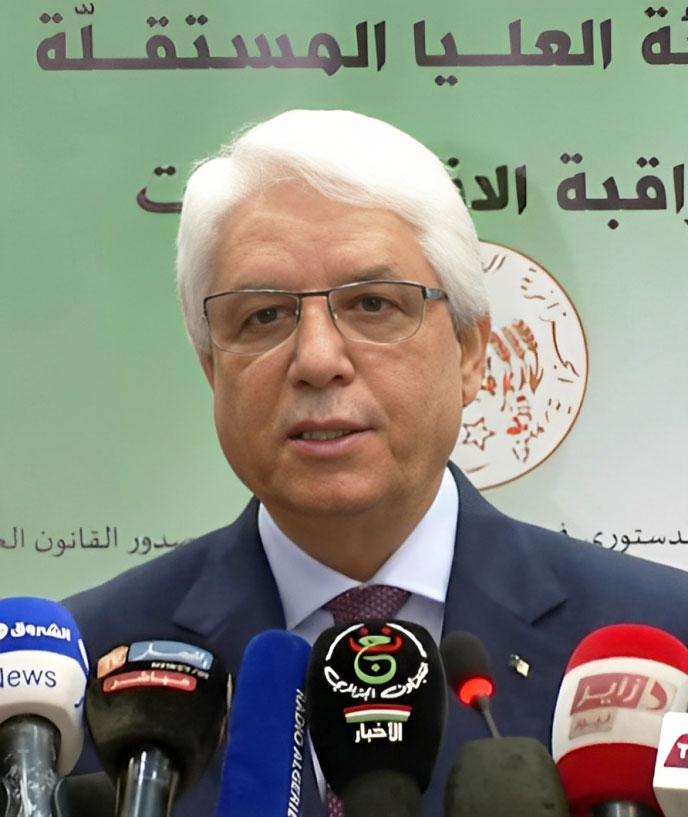
Tayeb Louh Ministre de la Justice entre 2013 et 2019.

Le 27 janvier 2021, Le journal algérien El Khabar, écrit que le président historique de l'USM Alger, Saïd Allik ne s'est pas trompé lorsqu'il a accusé deux hommes influents de l'ancienne autorité d'ingérence dans le système judiciaire en faveur de son adversaire, l'homme d'affaires Ali Haddad, dans l'affaire dite du "Club amateur", considérant qu'il a été victime d'un complot de l'ancien ministre de la justice Tayeb Louh et de ses collaborateurs, le procès de Louh a révélé des détails sur ce qu'une femme juge au Conseil judiciaire algérien a subi, qui a refusé de se soumettre à la pression et de subir la punition,. Dans son procès, Allik accusait Haddad, devenu propriétaire du club depuis 2010, d'avoir exploité le slogan "USMA", qui ne faisait pas partie de l'accord de vente du club, sans payer aucune contrepartie qui a obligé le club amateur représenté par Allik à demander une indemnisation pour des dommages matériels et moraux d'une valeur de 20 milliards de centimes. En 2017, une décision a été rendue par la chambre de commerce du Conseil judiciaire algérien en faveur du club amateur, et Haddad a été obligé de payer deux milliards de centimes au profit de l'institution représentée par Allik. Cependant Haddad n'a pas accepté cette décision et a cherché à l'entraver de quelque manière que ce soit, utilisant d'abord les voies légales pour un nouveau procès, puis il a exploité son influence pour que la décision soit en sa faveur dans l'affaire en intervenant auprès de Louh. qui utilisait comme d'habitude l'inspecteur général de son ministère à cette fin. Haddad s'est toutefois heurtée à une forte résistance de la part du président de la Chambre de commerce de l'époque, qui s'est constituée partie civile dans l'affaire en réparation de ce qu'elle a subi.
Entre-temps, cette juge s'est étonnée d'avoir été envoyée avec une recommandation du ministère pour participer à un forum international, ce qui a retardé le prononcé de la décision, puis le tableau a été complété en la retirant de la présidence de la Chambre des Commerce et la transférant comme consultante à la Chambre administrative, ce qui lui a fait conclure par la suite que le président du Conseil était sous pression et influencé par les autorités supérieures. Selon les sources de El Khabar face à ces faits, le président du conseil n'a pas hésité à en imputer la responsabilité à l'inspecteur général, qui a affirmé que c'est lui qui a empêché le président de la chambre de mener une enquête complémentaire dans l'affaire , et lorsqu'il a refusé son injonction de la révoquer et de la nommer conseillère à la chambre foncière, Considérant que les sanctions disciplinaires dont a fait l'objet le président de la chambre résultaient des instructions de l'inspecteur général, qui encourt de très graves de lourdes charges dans ce dossier. Saïd Bouteflika (frère du Président de la République) Abdelaziz Bouteflika à l'époque interrogé sur cette affaire a nié totalement sa connaissance de celle-ci ou sa connaissance des juges intervenus dans l'affaire, en l'occurrence Haddad était accusé d'avoir participé à des abus de et incitation au préjudice, Louh a également été accusé d'entrave à la justice et d'incitation au préjudice dans cette affaire.

### Années 2020: Rachat du club par le Groupe Serport

#### Nouvelle ère et nouvelle direction
Alors qu'il était prévu que l'assemblée générale des actionnaires se tiendrait le 12 mars 2020, elle a été soumise au 2 mars, notamment après l'incarcération de l'ancien président du club, Rabouh Haddad. La réunion a vu la présence du représentant de l'ETRHB Haddad et l'absence du président du club amateur Saïd Allik, et après deux heures et demie, il a été annoncé que le Groupe SERPORT avait racheté les parts de l'ETRHB Haddad qui s'élevaient à 94,34%,. en conférence de presse, Halim Hammoudi, Secrétaire Général du SERPORT a annoncé que le projet Aïn Benian et le siège du club seront lancés prochainement. Il a également déclaré que l'objectif était de remporter des titres continentaux, pas seulement locaux. Auparavant, Achour Djelloul directeur général du SERPORT, a déclaré qu'ils allaient investir entre 1,2 et 1,3 milliard de dinars par an, tandis que le projet du centre de formation coûtera 1,4 milliard de dinars. Le 13 mai 2020, Achour Djelloul a annoncé avoir signé avec Antar Yahia pour être le nouveau directeur sportif pendant trois ans et Abdelghani Haddi comme nouveau directeur général. Yahia a dit qu'il avait des propositions de la France, mais qu'il préférait le projet des Rouges et des Noirs, surtout que les idées qu'il voulait mettre en œuvre sont les mêmes qu'Achour Djelloul. Le 31 juillet, Abdelghani Haddi a parlé de certains journaux et leur a répondu ainsi que les fausses nouvelles sur la valeur d'achat des actions de l'USM Alger, où il a déclaré que le montant était de 2 milliards de dinars, environ 13 millions d'euros, pour information SERPORT est une société holding qui gère les participations de l'État dans les services portuaires algériens. Elle génère un chiffre d'affaires de près de 500 millions d'euros par an, pour un bénéfice net qui oscille entre 25 et 40 millions d'euros. Le 20 juillet, la FIFA interdit à l'USM Alger tout recrutement de joueurs algériens ou étrangers lors des trois prochains mercatos jusqu'au versement de 200 000 euros à l'ancien joueur Prince Ibara. Le lendemain, le directeur général Abdelghani Haddi a évoqué ce problème, ainsi que le problème de l'ancien joueur Mohamed Yekhlef et l'affaire Derby algérois, Où Haddi a-t-il dit qu'il avait demandé à la FAF de payer l'argent d'Ibara à partir du prix de la Ligue des champions de la CAF 2019-2020.

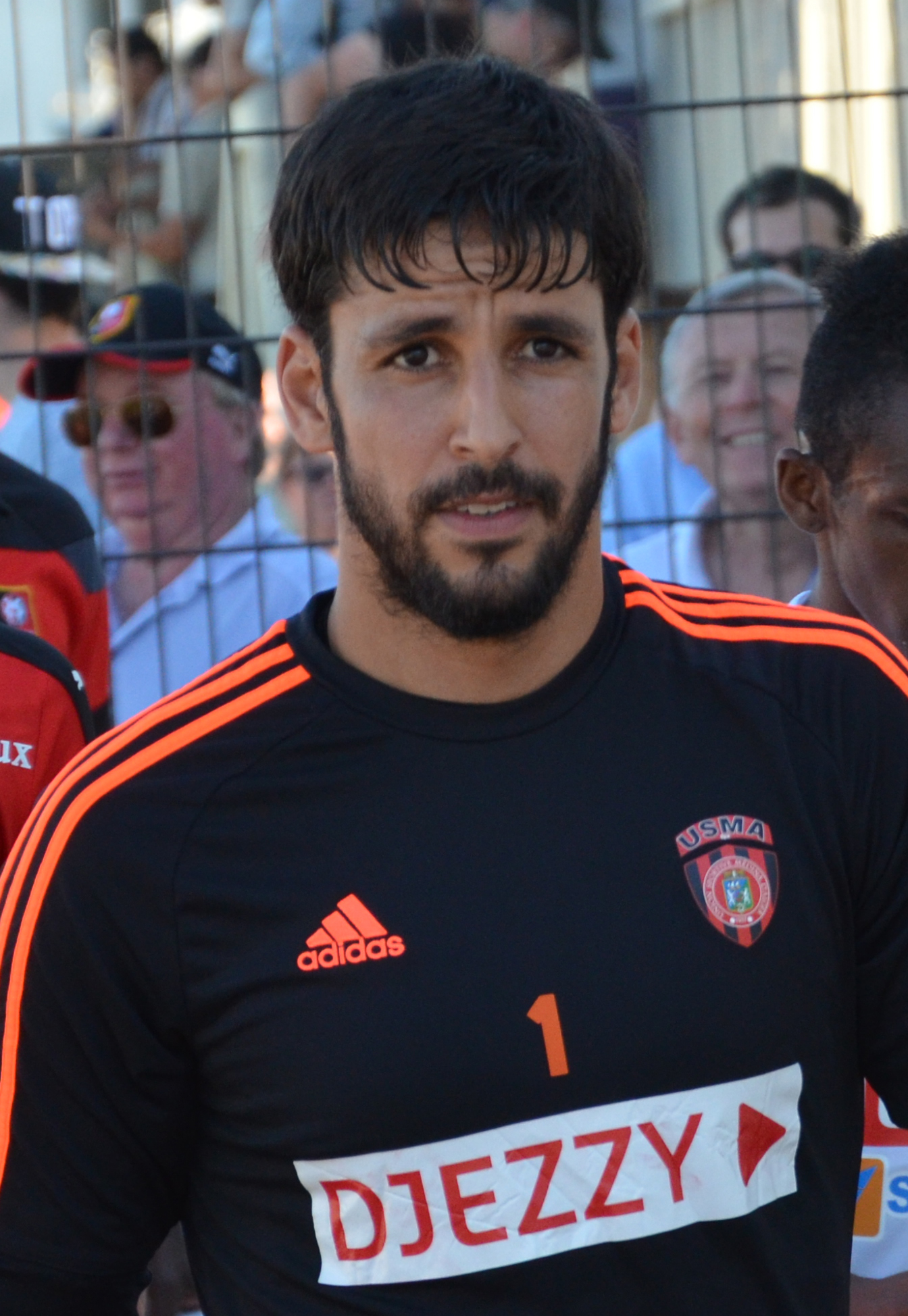
Le gardien Mohamed Lamine Zemmamouche est le premier joueur de l'USM Alger à atteindre le match..

Le 28 août, l'USM Alger aurait gagné son procès Derby algérois contre la Fédération algérienne de football et la Ligue de football professionnel après avoir reporté à plusieurs reprises la décision finale était retour des trois points et rejouer le match, et fait supporter à la LFP et à la FAF tout le poids. frais occasionnés par la procédure d'arbitrage,. Le 30 octobre, le Groupe SERPORT a décidé de fusionner le poste de directeur sportif et de directeur général et Achour Djelloul a donné tous les pouvoirs à Antar Yahia il a déclaré "Nous voulons éviter de mélanger les choses", en raison de la Pandémie de Covid-19 en Algérie, La Supercoupe d'Algérie est menacée d'annulation Le 4 octobre, le Bureau fédéral a décidé que la finale jouerait avant le début de la saison 2020-2021. Après avoir perdu la finale de la Supercoupe, l'USM Alger a décidé de limoger François Ciccolini de son poste. En effet, il n'est pas monté sur le podium pour recevoir la médaille, ce qui a été considéré comme une insulte à une instance officielle où était présent le Premier ministre Abdelaziz Djerad. la société sportive par actions (SSPA) et le club sportif amateur (CSA) ont signé le 31 janvier 2021 une convention de partenariat, cette convention qui permet aux deux parties de se conformer aux textes législatifs algériens. Le club amateur recevra annuellement 30 millions de dinars en échange pour porter le logo et le nom du club. quatre matchs avant la fin de la saison, le SERPORT a décidé de licencier Antar Yahia de son poste, Yahia a déclaré que tous les pouvoirs avaient été retirés et ils se sont mis d'accord avec un nouveau directeur sportif il y a quelque temps. Le 24 août 2021, Mohamed Lamine Zemmamouche est devenu le premier joueur de l'USMA à atteindre les 400 matchs, après le match du dernier tour de la saison 2020-2021 contre la JSM Skikda.
Achour Djelloul s'est exprimé sur la Chaîne 3 et a fait des révélations à ce sujet, c'était avant tout la relation entre un employeur et un employé. Ajoutez à cela que Yahia a été sanctionné deux fois par la commission de discipline, et pour cela, nous avons préféré nous séparer de cet employé, Djelloul révèle que Denis Lavagne sera le nouvel entraîneur de Soustara. et l'USM Alger a signé avec l'ancien joueur Hocine Achiou pour être le nouveau directeur sportif. Il a déclaré qu'il était heureux de retourner chez lui pour construire le nouvel USM Alger, et a parlé des choses qui seront réparées et que le prestige de l'équipe doit être restauré et qu'elle joue toujours pour les titres, et qu'il aspire à avoir l'USMA son propre stade. Le 24 décembre, l'USM Alger a décidé de résilier le contrat avec Denis Lavagne en raison de mauvais résultats. Après une série de résultats négatifs et sept matches consécutifs sans victoire, le 15 avril 2022, l'USM Alger a décidé de mettre fin aux services du directeur sportif Achiou, Interrogé sur la Radio Nationale sur un éventuel retrait du Groupe SERPORT, Djelloul a assuré que le public société n'avait pas l'intention de se séparer de l'USM Alger. Le 6 mai 2022, Djelloul a déclaré que ceux qui prônent le retour de Saïd Allik ne veulent pas le meilleur pour le club et qu'ils renonceront au poste de directeur sportif, et qu'ils ont officiellement demandé à profiter du Stade de Baraki, car Stade Omar-Hamadi est devenu un danger pour les supporters. Quelques jours plus tard, Djelloul a été démis de ses fonctions après le scandale de la sortie de conteneurs de voitures Hyundai importées par la société Tahkout en 2019, et a été remplacé temporairement par l'ancien PDG de l'entreprise portuaire d'Annaba (EPAN) Abdelkarim Harkati,.

#### Crise et premier titre continental

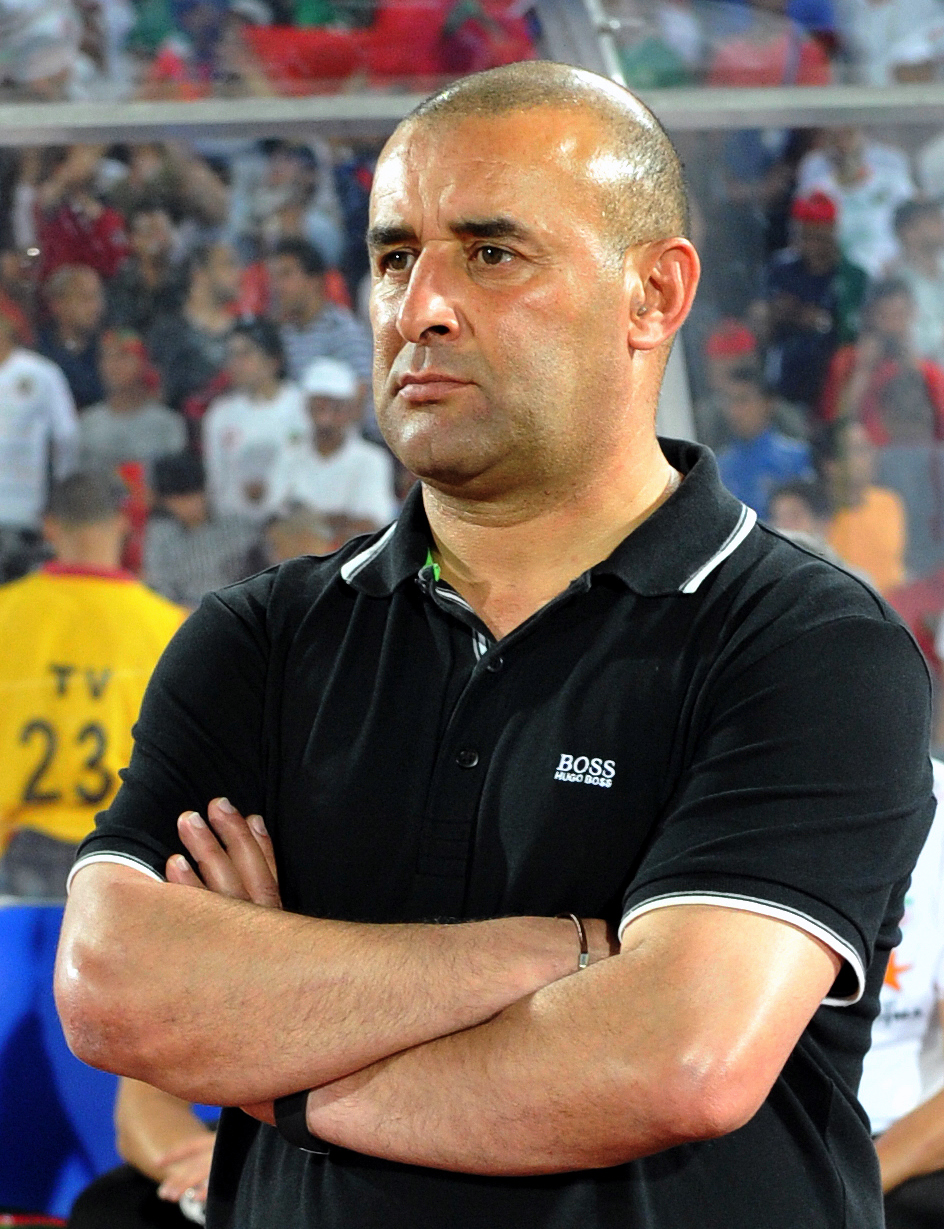
Abdelhak Benchikha mène l'USM Alger à remporter le premier titre continental en remportant la Coupe de la confédération 2022-2023.

Le 26 juin 2022, Sid Ahmed Arab a succédé à Achour Djelloul emprisonné, comme nouveau président du club. Reda Abdouche a été nommé nouveau directeur général. Le 6 juillet, Jamil Benouahi a prolongé son contrat d'un an pour rester entraîneur pour la nouvelle saison. Le 1er août, la délégation de l'USM Alger devait se rendre à Antalya, en Turquie, pour suivre un entraînement préparatoire au début de la saison. Mais le jour du voyage, Benouahi et certains joueurs ont refusé de voyager à cause de leurs charges financières et aussi à cause de l'absence de Mustapha Bouchina et de l'assistant de l'entraîneur sur la liste de voyage, immédiatement après que l'administration de l'USM Alger a décidé de licencier l'entraîneur de son poste,. Le lendemain, 14 joueurs, Kamel Boudjenane et Lounès Gaouaoui ont signé un document qui refusait de limoger Benouahi et réclamait le départ d'une partie de l'administration et de l'entraîneur adjoint Sofiane Benkhelifa qu'ils avaient nommé, ainsi que Farid Saffar une personne selon l'entraîneur et les supporters, la cause de tous les problèmes et n'a aucun poste dans le club,,. Les dirigeants de l'USM Alger ont mis fin aux fonctions du staff technique de Benouahi, ont été démis de leurs fonctions après une audition devant le conseil de discipline, Cette décision fait suite au refus de Benouahi de partir en stage en Turquie sans son entraîneur adjoint également comme Bouchina, la direction de l'USMA n'ayant pas obtenu de visas pour eux.
Le 7 novembre 2022, l'USM Alger a annoncé à l'opinion publique qu'elle avait réglé le cas de l'entraîneur Denis Lavagne en s'acquittant de l'intégralité de la cotisation financière qu'il réclamait par l'intermédiaire de la FIFA, l'USMA a estimé que le cas de Lavane appartenait au passé, et ce dossier a finalement été clos après virement des fonds sur son compte dans les délais légaux fixés par la FIFA. Avec l'élimination de la Coupe d'Algérie 2022-2023 et la grande différence avec les leaders de la Ligue 1, remporter la Coupe de la Coupe de la confédération 2022-2023 est alors devenu le seul objectif la saison, comme l'a déclaré le président du conseil d'administration. Le 3 juin 2023, l'USM Alger sous la direction d'Abdelhak Benchikha, est devenu le premier vainqueur algérien de la Coupe de la Coupe de la confédération, gagnant le premier titre international de son histoire, malgré une défaite 1-0 à domicile contre les Young Africans lors du match retour de la finalr. Après la fin du match, Zemmamouche  annonce sa retraite en quittant l'USM Alger après 18 ans de carrière, étant le joueur le plus capé de l'histoire du club avec 405 matches,. Le 7 août 2023, le club sportif amateur (CSA) a déposé un avis de dépôt d'une nouvelle marque auprès de l'Institut national algérien de la propriété industrielle (INAPI) pour changer le logo du club et supprimer le symbole de la ville d'Alger du logo. Conformément à la décision rendue par le tribunal, Saïd Allik, président du CSA, a porté plainte contre la société sportive par actions (SSPA) pour utilisation d'un « faux » logo pour l'USM Alger,.

#### L'USMA sur le toit de l'Afrique
Le 15 septembre 2023, l'USMA remporte sa première supercoupe d'Afrique en s’imposant devant la formation égyptienne d’Al-Ahly SC sur le score de 1 à 0, au stade King Fahd . Le 21 novembre 2023, Mohamed-Karim Eddine Harkati, PDG du Groupe SERPORT, a convoqué les principaux dirigeants de l'USM Alger pour évoquer la situation compliquée dans laquelle se trouve l'équipe et chercher les solutions à mettre en place. Les Rouge et Noir viennent d'essuyer deux défaites consécutives en Ligue 1. Des contre-performances qui contrastent fortement avec les récents succès du club sur la scène continentale. Harkati a demandé un rétablissement rapide et a réitéré sa confiance dans l'équipe dirigeante. Le 21 novembre 2023 Mohamed-Karim Eddine Harkati, PDG du Groupe SERPORT, a convoqué les principaux dirigeants de l'USM Alger pour évoquer la situation compliquée dans laquelle se trouve l'équipe et chercher les solutions à mettre en place. Harkati a demandé un rétablissement rapide et a réitéré sa confiance dans l'équipe dirigeante. Le 2 janvier 2024, Après concertation entre ses différents membres, l'USM Alger a annoncé avoir mis fin aux fonctions du directeur sportif du club Taoufik Korichi avec effet immédiat sans préciser les raisons de cette décision. Deux jours plus tard, l'actionnaire majoritaire de SSPA/USMA Groupe SERPORT a procédé à des changements à la tête de la direction du club et lors de la réunion du conseil d'administration tenue, il a été décidé de nommer Hacen Hassina nouveau président du conseil d'administration à la place de Sid Ahmed Arab. tandis que Farid Sefar conseiller de l'ancien président du CA a été démis de ses fonctions. Immédiatement après, Korichi a repris son poste de directeur sportif sur décision de Harkati,.
Dans le cadre de la campagne pour la défense du titre de champion de la Coupe de la Confédération de la CAF, l'USM Alger a affronté le club marocain de la RS Berkane en demi-finale. Trois jours avant le match, le club de la RS Berkane s'est rendu en Algérie. En raison d'une ambiguïté concernant les maillots de match qui montrent la carte du Maroc incluant le Sahara occidental, l'Algérie a également rompu ses relations diplomatiques avec son voisin marocain à cause de cette question,. Les douanes algériennes ont demandé à voir ces maillots et n'ont pas permis à la délégation de les emporter. Le 2 mai 2024, le Tribunal arbitral du sport a annoncé avoir rejeté la demande de mesures provisoires visant à suspendre la décision du jury d’appel de la CAF ayant validé l’utilisation du maillot de la RS Berkane, en l’absence de réponse de la Confédération africaine de football. Toutefois, le dossier reste ouvert sur le fond et le tribunal est en train de recueillir les éléments de chaque partie,. Le 10 mai 2024, le tribunal de Lausanne a une nouvelle fois rejeté une demande de l'USM Alger de suspendre la finale de la Coupe de la Confédération, en attendant la conclusion de la procédure d'arbitrage avec la CAF dans l'affaire RS Berkane,. « La Commission des compétitions interclubs de la CAF a estimé que, conformément à la réglementation de la CAF, il n’y a aucun problème avec cette carte », a déclaré le secrétaire général de la CAF, Véron Mosengo-Omba, qui laisse entendre que la CAF attend la décision du TAS et que « la décision du TAS nous guidera sur la manière d’améliorer notre réglementation ».

#### Harkati nomme Sehbane comme nouveau président
Le 27 mai 2024, la direction de l’USM Alger a décidé de procéder à un recrutement estival de qualité après avoir été éliminée en demi-finale de la Coupe d’Algérie et n’avoir pas réussi à atteindre son objectif de conserver la Coupe de la Confédération de la CAF. Outre le volet recrutement, cette réunion a abouti à la décision de mettre fin aux fonctions du coordinateur général Belaâlia Nour Islam Mohamed, du responsable de la gestion du Stade Omar-Hamadi Réda Laâdoul et du chargé de communication Adel Zekri. Par ailleurs, l’USMA a annoncé la démission du directeur général Taoufik Kourichi. Après une forte pression des supporters exigeant un changement radical au sein de l'organisation administrative du club. Au niveau de la direction, le conseiller du président du conseil d'administration, Réda Abdouch, a présenté sa démission, justifiant sa décision par « des raisons personnelles et de santé », a indiqué le club. L'USM Alger avait annoncé précédemment la nomination de Sid Ali Yahiaoui au poste de nouveau secrétaire général. Il s'agit d'un retour aux sources pour Yahiaoui, qui avait déjà occupé ce poste par le passé avec le club en 2021. Le 22 juin 2024, le Conseil d’Administration de l’USMA-SSPA s’est réuni au siège du Groupe SERPORT, où il a été décidé de nommer Athmane Sehbane, Président du Conseil d’Administration de l’USM Alger, pour succéder à Kamel Hassena démissionnaire de son poste.